# جائحة فيروس كورونا في العراق
تُوثِّق هذه المقالة آثار جائحة فيروس كورونا 2019–20 في العراق، وقد لا تتضمن جميع الاستجابات والقياسات حتى الآن.
انتشرت جائحة فيروس كورونا لعام 2020 في العراق ابتداءً من 24 شباط 2020 في مدينة النجف، عندما فحصت عينة من طالب دين إيراني الجنسية وكانت النتيجة ايجابية لأصابتهِ بمرض فيروس كورونا المرتبط بالمتلازمة التنفسية الحادة الشديدة النوع 2 (SARS-CoV-2). ثم كُشف عن حالات أخرى مصابة بكوفيد-19، وقد بلغ مجموع الحالات المؤكدة في العراق 2,131,500 حالة من بينها 24,267 وفيات وبلغ عدد المتعافين 2,071,838 حتى 20 يناير 2022.

## خلفية
في 12 يناير 2020، أكدت منظمة الصحة العالمية عن ظهور فيروس كورونا المستجد كسبب للمرض التنفسي الذي أصاب مجموعة من الأشخاص في مدينة ووهان، مقاطعة خوبي، الصين، إذ أُبلغ عنهم إلى منظمة الصحة العالمية في 31 ديسمبر 2019. كانت نسبة الوفيات بين الحالات المُشخصة بكوفيد-19 أقل بكثير من جائحة فيروس سارس في عام 2003، لكن انتقال العدوى كان أكبر، والوفيات أيضًا.

## جدول عام
| المحافظة   | الحالات المؤكدة | حالات الوفاة | الحالات المعافاة |
| ---------- | --------------- | ------------ | ---------------- |
| بغداد      | 194,778         | 2,955        | 185,620          |
| البصرة     | 45,297          | 4,469        | 40,738           |
| واسط       | 35,926          | 475          | 33,290           |
| كربلاء     | 19,068          | 187          | 4,194            |
| ذي قار     | 17,565          | 460          | 6,005            |
| النجف      | 16,634          | 113          | 4,453            |
| السليمانية | 16,430          | 415          | 5,914            |
| أربيل      | 15,814          | 97           | 2,699            |
| الديوانية  | 13,246          | 169          | 2,817            |
| بابل       | 13,149          | 33           | 2,308            |
| ميسان      | 12,723          | 195          | 4,192            |
| كركوك      | 12,348          | 204          | 2,434            |
| دهوك       | 10,194          | 0            | 299              |
| المثنى     | 14,188          | 256          | 12,441           |
| ديالى      | 24,906          | 278          | 24,203           |
| نينوى      | 7,262           | 37           | 549              |
| صلاح الدين | 6,667           | 83           | 1,497            |
| الأنبار    | 3,924           | 45           | 726              |
| المجموع    | 326,201         | 4,741        | 87,434           |

وقسمت وزارة الصحة العراقية العاصمة بغداد إلى 3 دوائر هي:
| الدائرة    | الحالات المؤكدة | حالات الوفاة | الحالات المعافاة |
| ---------- | --------------- | ------------ | ---------------- |
| الكرخ      | 102,646         | 950          | 96,991           |
| الرصافة    | 76,255          | 1,418        | 73,562           |
| مدينة الطب | 15,877          | 587          | 15,067           |
| المجموع    | 194,778         | 2,955        | 185,620          |

## تسلسل زمني
| التاريخ | التاريخ    |  | # الحالات       | # الوفيات      |
| --- | ---------- |  | --------------- | -------------- |
| 2020-02-24 | 2020-02-24 |  | 1(غ.م.)         |                |
| ⋮ | ⋮          |  | 1(=)            |                |
| 2020-03-01 | 2020-03-01 |  | 8(+700%)        |                |
| 2020-03-02 | 2020-03-02 |  | 9(+12%)         |                |
| 2020-03-03 | 2020-03-03 |  | 9(=)            | 1(غ.م.)        |
| 2020-03-04 | 2020-03-04 |  | 32(+256%)       | 2(+100%)       |
| ⋮ | ⋮          |  | 32(=)           | 2(=)           |
| 2020-03-09 | 2020-03-09 |  | 67(+109%)       | 7(+250%)       |
| 2020-03-10 | 2020-03-10 |  | 71(+6%)         | 9(+29%)        |
| 2020-03-11 | 2020-03-11 |  | 71(=)           | 10(+11%)       |
| 2020-03-12 | 2020-03-12 |  | 79(+11%)        | 10(=)          |
| 2020-03-13 | 2020-03-13 |  | 79(=)           | 10(=)          |
| 2020-03-14 | 2020-03-14 |  | 110(+39%)       | 10(=)          |
| 2020-03-15 | 2020-03-15 |  | 124(+13%)       | 10(=)          |
| 2020-03-16 | 2020-03-16 |  | 133(+7٫3%)      | 10(=)          |
| 2020-03-17 | 2020-03-17 |  | 154(+16%)       | 11(+10%)       |
| 2020-03-18 | 2020-03-18 |  | 164(+6٫5%)      | 12(+9٫1%)      |
| 2020-03-19 | 2020-03-19 |  | 192(+17%)       | 13(+8٫3%)      |
| 2020-03-20 | 2020-03-20 |  | 208(+8٫3%)      | 17(+31%)       |
| 2020-03-21 | 2020-03-21 |  | 214(+2٫9%)      | 17(=)          |
| 2020-03-22 | 2020-03-22 |  | 233(+8٫9%)      | 20(+18%)       |
| 2020-03-23 | 2020-03-23 |  | 266(+14%)       | 23(+15%)       |
| 2020-03-24 | 2020-03-24 |  | 316(+19%)       | 27(+17%)       |
| 2020-03-25 | 2020-03-25 |  | 346(+9٫5%)      | 29(+7٫4%)      |
| 2020-03-26 | 2020-03-26 |  | 382(+10%)       | 36(+24%)       |
| 2020-03-27 | 2020-03-27 |  | 458(+20%)       | 40(+11%)       |
| 2020-03-28 | 2020-03-28 |  | 506(+10%)       | 42(+5%)        |
| 2020-03-29 | 2020-03-29 |  | 547(+8٫1%)      | 42(=)          |
| 2020-03-30 | 2020-03-30 |  | 630(+15%)       | 46(+9٫5%)      |
| 2020-03-31 | 2020-03-31 |  | 695(+10%)       | 50(+8٫7%)      |
| 2020-04-01 | 2020-04-01 |  | 728(+4٫7%)      | 52(+4%)        |
| 2020-04-02 | 2020-04-02 |  | 772(+6%)        | 54(+3٫8%)      |
| 2020-04-03 | 2020-04-03 |  | 820(+6٫2%)      | 54(=)          |
| 2020-04-04 | 2020-04-04 |  | 878(+7٫1%)      | 56(+3٫7%)      |
| 2020-04-05 | 2020-04-05 |  | 961(+9٫5%)      | 61(+8٫9%)      |
| 2020-04-06 | 2020-04-06 |  | 1٬031(+7٫3%)    | 64(+4٫9%)      |
| 2020-04-07 | 2020-04-07 |  | 1٬122(+8٫8%)    | 65(+1٫6%)      |
| 2020-04-08 | 2020-04-08 |  | 1٬202(+7٫1%)    | 69(+6٫2%)      |
| 2020-04-09 | 2020-04-09 |  | 1٬232(+2٫5%)    | 69(=)          |
| 2020-04-10 | 2020-04-10 |  | 1٬279(+3٫8%)    | 70(+1٫4%)      |
| 2020-04-11 | 2020-04-11 |  | 1٬318(+3%)      | 72(+2٫9%)      |
| 2020-04-12 | 2020-04-12 |  | 1٬352(+2٫6%)    | 76(+5٫6%)      |
| 2020-04-13 | 2020-04-13 |  | 1٬378(+1٫9%)    | 78(+2٫6%)      |
| 2020-04-14 | 2020-04-14 |  | 1٬400(+1٫6%)    | 78(=)          |
| 2020-04-15 | 2020-04-15 |  | 1٬415(+1٫1%)    | 79(+1٫3%)      |
| 2020-04-16 | 2020-04-16 |  | 1٬434(+1٫3%)    | 80(+1٫3%)      |
| 2020-04-17 | 2020-04-17 |  | 1٬482(+3٫3%)    | 81(+1٫2%)      |
| 2020-04-18 | 2020-04-18 |  | 1٬513(+2٫1%)    | 82(+1٫2%)      |
| 2020-04-19 | 2020-04-19 |  | 1٬539(+1٫7%)    | 82(=)          |
| 2020-04-20 | 2020-04-20 |  | 1٬574(+2٫3%)    | 82(=)          |
| 2020-04-21 | 2020-04-21 |  | 1٬602(+1٫8%)    | 83(+1٫2%)      |
| 2020-04-22 | 2020-04-22 |  | 1٬631(+1٫8%)    | 83(=)          |
| 2020-04-23 | 2020-04-23 |  | 1٬677(+2٫8%)    | 83(=)          |
| 2020-04-24 | 2020-04-24 |  | 1٬708(+1٫8%)    | 86(+3٫6%)      |
| 2020-04-25 | 2020-04-25 |  | 1٬763(+3٫2%)    | 86(=)          |
| 2020-04-26 | 2020-04-26 |  | 1٬820(+3٫2%)    | 87(+1٫2%)      |
| 2020-04-27 | 2020-04-27 |  | 1٬847(+1٫5%)    | 88(+1٫1%)      |
| 2020-04-28 | 2020-04-28 |  | 1٬928(+4٫4%)    | 90(+2٫3%)      |
| 2020-04-29 | 2020-04-29 |  | 2٬003(+3٫9%)    | 92(+2٫2%)      |
| 2020-04-30 | 2020-04-30 |  | 2٬085(+4٫1%)    | 93(+1٫1%)      |
| 2020-05-01 | 2020-05-01 |  | 2٬153(+3٫3%)    | 94(+1٫1%)      |
| 2020-05-02 | 2020-05-02 |  | 2٬219(+3٫1%)    | 95(+1٫1%)      |
| 2020-05-03 | 2020-05-03 |  | 2٬296(+3٫5%)    | 97(+2٫1%)      |
| 2020-05-04 | 2020-05-04 |  | 2٬346(+2٫2%)    | 98(+1%)        |
| 2020-05-05 | 2020-05-05 |  | 2٬431(+3٫6%)    | 102(+4٫1%)     |
| 2020-05-06 | 2020-05-06 |  | 2٬480(+2%)      | 102(=)         |
| 2020-05-07 | 2020-05-07 |  | 2٬543(+2٫5%)    | 102(=)         |
| 2020-05-08 | 2020-05-08 |  | 2٬603(+2٫4%)    | 104(+2%)       |
| 2020-05-09 | 2020-05-09 |  | 2٬679(+2٫9%)    | 107(+2٫9%)     |
| 2020-05-10 | 2020-05-10 |  | 2٬767(+3٫3%)    | 109(+1٫9%)     |
| 2020-05-11 | 2020-05-11 |  | 2٬818(+1٫8%)    | 110(+0٫92%)    |
| 2020-05-12 | 2020-05-12 |  | 2٬913(+3٫4%)    | 112(+1٫8%)     |
| 2020-05-13 | 2020-05-13 |  | 3٬032(+4٫1%)    | 115(+2٫7%)     |
| 2020-05-14 | 2020-05-14 |  | 3٬143(+3٫7%)    | 115(=)         |
| 2020-05-15 | 2020-05-15 |  | 3٬193(+1٫6%)    | 117(+1٫7%)     |
| 2020-05-16 | 2020-05-16 |  | 3٬260(+2٫1%)    | 121(+3٫4%)     |
| 2020-05-17 | 2020-05-17 |  | 3٬404(+4٫4%)    | 123(+1٫7%)     |
| 2020-05-18 | 2020-05-18 |  | 3٬554(+4٫4%)    | 127(+3٫3%)     |
| 2020-05-19 | 2020-05-19 |  | 3٬611(+1٫6%)    | 131(+3٫1%)     |
| 2020-05-20 | 2020-05-20 |  | 3٬724(+3٫1%)    | 134(+2٫3%)     |
| 2020-05-21 | 2020-05-21 |  | 3٬877(+4٫1%)    | 140(+4٫5%)     |
| 2020-05-22 | 2020-05-22 |  | 3٬964(+2٫2%)    | 147(+5%)       |
| 2020-05-23 | 2020-05-23 |  | 4٬272(+7٫8%)    | 152(+3٫4%)     |
| 2020-05-24 | 2020-05-24 |  | 4٬469(+4٫6%)    | 160(+5٫3%)     |
| 2020-05-25 | 2020-05-25 |  | 4٬632(+3٫6%)    | 163(+1٫9%)     |
| 2020-05-26 | 2020-05-26 |  | 4٬848(+4٫7%)    | 169(+3٫7%)     |
| 2020-05-27 | 2020-05-27 |  | 5٬135(+5٫9%)    | 175(+3٫6%)     |
| 2020-05-28 | 2020-05-28 |  | 5٬457(+6٫3%)    | 179(+2٫3%)     |
| 2020-05-29 | 2020-05-29 |  | 5٬873(+7٫6%)    | 185(+3٫4%)     |
| 2020-05-30 | 2020-05-30 |  | 6٬179(+5٫2%)    | 195(+5٫4%)     |
| 2020-05-31 | 2020-05-31 |  | 6٬439(+4٫2%)    | 205(+5٫1%)     |
| 2020-06-01 | 2020-06-01 |  | 6٬868(+6٫7%)    | 215(+4٫9%)     |
| 2020-06-02 | 2020-06-02 |  | 7٬387(+7٫6%)    | 235(+9٫3%)     |
| 2020-06-03 | 2020-06-03 |  | 8٬168(+11%)     | 256(+8٫9%)     |
| 2020-06-04 | 2020-06-04 |  | 8٬840(+8٫2%)    | 271(+5٫9%)     |
| 2020-06-05 | 2020-06-05 |  | 9٬846(+11%)     | 285(+5٫2%)     |
| 2020-06-06 | 2020-06-06 |  | 11٬098(+13%)    | 318(+12%)      |
| 2020-06-07 | 2020-06-07 |  | 12٬366(+11%)    | 346(+8٫8%)     |
| 2020-06-08 | 2020-06-08 |  | 13٬481(+9%)     | 370(+6٫9%)     |
| 2020-06-09 | 2020-06-09 |  | 14٬268(+5٫8%)   | 392(+5٫9%)     |
| 2020-06-10 | 2020-06-10 |  | 15٬414(+8%)     | 426(+8٫7%)     |
| 2020-06-11 | 2020-06-11 |  | 16٬675(+8٫2%)   | 457(+7٫3%)     |
| 2020-06-12 | 2020-06-12 |  | 17٬770(+6٫6%)   | 496(+8٫5%)     |
| 2020-06-13 | 2020-06-13 |  | 18٬950(+6٫6%)   | 549(+11%)      |
| 2020-06-14 | 2020-06-14 |  | 20٬209(+6٫6%)   | 607(+11%)      |
| 2020-06-15 | 2020-06-15 |  | 21٬315(+5٫5%)   | 652(+7٫4%)     |
| 2020-06-16 | 2020-06-16 |  | 22٬700(+6٫5%)   | 712(+9٫2%)     |
| 2020-06-17 | 2020-06-17 |  | 24٬254(+6٫8%)   | 774(+8٫7%)     |
| 2020-06-18 | 2020-06-18 |  | 25٬717(+6%)     | 856(+11%)      |
| 2020-06-19 | 2020-06-19 |  | 27٬352(+6٫4%)   | 925(+8٫1%)     |
| 2020-06-20 | 2020-06-20 |  | 29٬222(+6٫8%)   | 1٬013(+9٫5%)   |
| 2020-06-21 | 2020-06-21 |  | 30٬868(+5٫6%)   | 1٬100(+8٫6%)   |
| 2020-06-22 | 2020-06-22 |  | 32٬676(+5٫9%)   | 1٬167(+6٫1%)   |
| 2020-06-23 | 2020-06-23 |  | 34٬502(+5٫6%)   | 1٬251(+7٫2%)   |
| 2020-06-24 | 2020-06-24 |  | 36٬702(+6٫4%)   | 1٬330(+6٫3%)   |
| 2020-06-25 | 2020-06-25 |  | 39٬139(+6٫6%)   | 1٬437(+8%)     |
| 2020-06-26 | 2020-06-26 |  | 41٬193(+5٫2%)   | 1٬559(+8٫5%)   |
| 2020-06-27 | 2020-06-27 |  | 43٬262(+5%)     | 1٬660(+6٫5%)   |
| 2020-06-28 | 2020-06-28 |  | 45٬402(+4٫9%)   | 1٬756(+5٫8%)   |
| 2020-06-29 | 2020-06-29 |  | 47٬151(+3٫9%)   | 1٬839(+4٫7%)   |
| 2020-06-30 | 2020-06-30 |  | 49٬109(+4٫2%)   | 1٬943(+5٫7%)   |
| 2020-07-01 | 2020-07-01 |  | 51٬524(+4٫9%)   | 2٬050(+5٫5%)   |
| 2020-07-02 | 2020-07-02 |  | 53٬708(+4٫2%)   | 2٬160(+5٫4%)   |
| 2020-07-03 | 2020-07-03 |  | 56٬020(+4٫3%)   | 2٬262(+4٫7%)   |
| 2020-07-04 | 2020-07-04 |  | 58٬354(+4٫2%)   | 2٬368(+4٫7%)   |
| 2020-07-05 | 2020-07-05 |  | 60٬479(+3٫6%)   | 2٬473(+4٫4%)   |
| 2020-07-06 | 2020-07-06 |  | 62٬275(+3%)     | 2٬567(+3٫8%)   |
| 2020-07-07 | 2020-07-07 |  | 64٬701(+3٫9%)   | 2٬685(+4٫6%)   |
| 2020-07-08 | 2020-07-08 |  | 67٬442(+4٫2%)   | 2٬779(+3٫5%)   |
| 2020-07-09 | 2020-07-09 |  | 69٬612(+3٫2%)   | 2٬882(+3٫7%)   |
| 2020-07-10 | 2020-07-10 |  | 72٬460(+4٫1%)   | 2٬960(+2٫7%)   |
| 2020-07-11 | 2020-07-11 |  | 75٬194(+3٫8%)   | 3٬055(+3٫2%)   |
| 2020-07-12 | 2020-07-12 |  | 77٬506(+3٫1%)   | 3٬150(+3٫1%)   |
| 2020-07-13 | 2020-07-13 |  | 79٬735(+2٫9%)   | 3٬248(+3٫1%)   |
| 2020-07-14 | 2020-07-14 |  | 81٬800(+2٫6%)   | 3٬340(+2٫8%)   |
| 2020-07-15 | 2020-07-15 |  | 83٬825(+2٫5%)   | 3٬430(+2٫7%)   |
| 2020-07-16 | 2020-07-16 |  | 86٬148(+2٫8%)   | 3٬522(+2٫7%)   |
| 2020-07-17 | 2020-07-17 |  | 88٬171(+2٫3%)   | 3٬616(+2٫7%)   |
| 2020-07-18 | 2020-07-18 |  | 90٬220(+2٫3%)   | 3٬691(+2٫1%)   |
| 2020-07-19 | 2020-07-19 |  | 92٬424(+2٫4%)   | 3٬777(+2٫3%)   |
| 2020-07-20 | 2020-07-20 |  | 94٬693(+2٫5%)   | 3٬869(+2٫4%)   |
| 2020-07-21 | 2020-07-21 |  | 97٬159(+2٫6%)   | 3٬950(+2٫1%)   |
| 2020-07-22 | 2020-07-22 |  | 99٬865(+2٫8%)   | 4٬042(+2٫3%)   |
| 2020-07-23 | 2020-07-23 |  | 102٬226(+2٫4%)  | 4٬122(+2%)     |
| 2020-07-24 | 2020-07-24 |  | 104٬711(+2٫4%)  | 4٬212(+2٫2%)   |
| 2020-07-25 | 2020-07-25 |  | 107٬573(+2٫7%)  | 4٬284(+1٫7%)   |
| 2020-07-26 | 2020-07-26 |  | 110٬032(+2٫3%)  | 4٬362(+1٫8%)   |
| 2020-07-27 | 2020-07-27 |  | 112٬585(+2٫3%)  | 4٬458(+2٫2%)   |
| 2020-07-28 | 2020-07-28 |  | 115٬332(+2٫4%)  | 4٬535(+1٫7%)   |
| 2020-07-29 | 2020-07-29 |  | 118٬300(+2٫6%)  | 4٬603(+1٫5%)   |
| 2020-07-30 | 2020-07-30 |  | 121٬263(+2٫5%)  | 4٬671(+1٫5%)   |
| 2020-07-31 | 2020-07-31 |  | 124٬609(+2٫8%)  | 4٬741(+1٫5%)   |
| 2020-08-01 | 2020-08-01 |  | 126٬704(+1٫7%)  | 4٬805(+1٫3%)   |
| 2020-08-02 | 2020-08-02 |  | 129٬151(+1٫9%)  | 4٬868(+1٫3%)   |
| 2020-08-03 | 2020-08-03 |  | 131٬886(+2٫1%)  | 4٬934(+1٫4%)   |
| 2020-08-04 | 2020-08-04 |  | 134٬722(+2٫2%)  | 5٬017(+1٫7%)   |
| 2020-08-05 | 2020-08-05 |  | 137٬556(+2٫1%)  | 5٬094(+1٫5%)   |
| 2020-08-06 | 2020-08-06 |  | 140٬603(+2٫2%)  | 5٬161(+1٫3%)   |
| 2020-08-07 | 2020-08-07 |  | 144٬064(+2٫5%)  | 5٬236(+1٫5%)   |
| 2020-08-08 | 2020-08-08 |  | 147٬389(+2٫3%)  | 5٬310(+1٫4%)   |
| 2020-08-09 | 2020-08-09 |  | 150٬115(+1٫8%)  | 5٬392(+1٫5%)   |
| 2020-08-10 | 2020-08-10 |  | 153٬599(+2٫3%)  | 5٬464(+1٫3%)   |
| 2020-08-11 | 2020-08-11 |  | 156٬995(+2٫2%)  | 5٬531(+1٫2%)   |
| 2020-08-12 | 2020-08-12 |  | 160٬436(+2٫2%)  | 5٬588(+1%)     |
| 2020-08-13 | 2020-08-13 |  | 164٬277(+2٫4%)  | 5٬641(+0٫95%)  |
| 2020-08-14 | 2020-08-14 |  | 168٬290(+2٫4%)  | 5٬709(+1٫2%)   |
| 2020-08-15 | 2020-08-15 |  | 172٬583(+2٫6%)  | 5٬785(+1٫3%)   |
| 2020-08-16 | 2020-08-16 |  | 176٬931(+2٫5%)  | 5٬860(+1٫3%)   |
| 2020-08-17 | 2020-08-17 |  | 180٬133(+1٫8%)  | 5٬954(+1٫6%)   |
| 2020-08-18 | 2020-08-18 |  | 184٬709(+2٫5%)  | 6٬036(+1٫4%)   |
| 2020-08-19 | 2020-08-19 |  | 188٬802(+2٫2%)  | 6٬121(+1٫4%)   |
| 2020-08-20 | 2020-08-20 |  | 192٬797(+2٫1%)  | 6٬208(+1٫4%)   |
| 2020-08-21 | 2020-08-21 |  | 197٬085(+2٫2%)  | 6٬283(+1٫2%)   |
| 2020-08-22 | 2020-08-22 |  | 201٬050(+2%)    | 6٬353(+1٫1%)   |
| 2020-08-23 | 2020-08-23 |  | 204٬341(+1٫6%)  | 6٬428(+1٫2%)   |
| 2020-08-24 | 2020-08-24 |  | 207٬985(+1٫8%)  | 6٬519(+1٫4%)   |
| 2020-08-25 | 2020-08-25 |  | 211٬947(+1٫9%)  | 6٬596(+1٫2%)   |
| 2020-08-26 | 2020-08-26 |  | 215٬784(+1٫8%)  | 6٬668(+1٫1%)   |
| 2020-08-27 | 2020-08-27 |  | 219٬435(+1٫7%)  | 6٬740(+1٫1%)   |
| 2020-08-28 | 2020-08-28 |  | 223٬162(+1٫7%)  | 6٬814(+1٫1%)   |
| 2020-08-29 | 2020-08-29 |  | 227٬446(+1٫9%)  | 6٬891(+1٫1%)   |
| 2020-08-30 | 2020-08-30 |  | 231٬177(+1٫6%)  | 6٬959(+0٫99%)  |
| 2020-08-31 | 2020-08-31 |  | 234٬934(+1٫6%)  | 7٬042(+1٫2%)   |
| 2020-09-01 | 2020-09-01 |  | 238٬338(+1٫4%)  | 7٬123(+1٫2%)   |
| 2020-09-02 | 2020-09-02 |  | 242٬284(+1٫7%)  | 7٬201(+1٫1%)   |
| 2020-09-03 | 2020-09-03 |  | 247٬039(+2%)    | 7٬275(+1%)     |
| 2020-09-04 | 2020-09-04 |  | 252٬075(+2%)    | 7٬359(+1٫2%)   |
| 2020-09-05 | 2020-09-05 |  | 256٬719(+1٫8%)  | 7٬422(+0٫86%)  |
| 2020-09-06 | 2020-09-06 |  | 260٬370(+1٫4%)  | 7٬512(+1٫2%)   |
| 2020-09-07 | 2020-09-07 |  | 264٬684(+1٫7%)  | 7٬589(+1%)     |
| 2020-09-08 | 2020-09-08 |  | 269٬578(+1٫8%)  | 7٬657(+0٫9%)   |
| 2020-09-09 | 2020-09-09 |  | 273٬821(+1٫6%)  | 7٬732(+0٫98%)  |
| 2020-09-10 | 2020-09-10 |  | 278٬418(+1٫7%)  | 7٬814(+1٫1%)   |
| 2020-09-11 | 2020-09-11 |  | 282٬672(+1٫5%)  | 7٬881(+0٫86%)  |
| 2020-09-12 | 2020-09-12 |  | 286٬778(+1٫5%)  | 7٬941(+0٫76%)  |
| 2020-09-13 | 2020-09-13 |  | 290٬309(+1٫2%)  | 8٬014(+0٫92%)  |
| 2020-09-14 | 2020-09-14 |  | 294٬478(+1٫4%)  | 8٬086(+0٫9%)   |
| 2020-09-15 | 2020-09-15 |  | 298٬702(+1٫4%)  | 8٬166(+0٫99%)  |
| 2020-09-16 | 2020-09-16 |  | 303٬059(+1٫5%)  | 8٬248(+1%)     |
| 2020-09-17 | 2020-09-17 |  | 307٬385(+1٫4%)  | 8٬332(+1%)     |
| 2020-09-18 | 2020-09-18 |  | 311٬690(+1٫4%)  | 8٬408(+0٫91%)  |
| 2020-09-19 | 2020-09-19 |  | 315٬597(+1٫3%)  | 8٬491(+0٫99%)  |
| 2020-09-20 | 2020-09-20 |  | 319٬035(+1٫1%)  | 8٬555(+0٫75%)  |
| 2020-09-21 | 2020-09-21 |  | 322٬856(+1٫2%)  | 8٬625(+0٫82%)  |
| 2020-09-22 | 2020-09-22 |  | 327٬580(+1٫5%)  | 8٬682(+0٫66%)  |
| 2020-09-23 | 2020-09-23 |  | 332٬635(+1٫5%)  | 8٬754(+0٫83%)  |
| 2020-09-24 | 2020-09-24 |  | 337٬106(+1٫3%)  | 8٬799(+0٫51%)  |
| 2020-09-25 | 2020-09-25 |  | 341٬699(+1٫4%)  | 8٬867(+0٫77%)  |
| 2020-09-26 | 2020-09-26 |  | 345٬969(+1٫2%)  | 8٬935(+0٫77%)  |
| 2020-09-27 | 2020-09-27 |  | 349٬450(+1%)    | 8٬990(+0٫62%)  |
| 2020-09-28 | 2020-09-28 |  | 353٬566(+1٫2%)  | 9٬052(+0٫69%)  |
| 2020-09-29 | 2020-09-29 |  | 358٬290(+1٫3%)  | 9٬122(+0٫77%)  |
| 2020-09-30 | 2020-09-30 |  | 362٬981(+1٫3%)  | 9٬181(+0٫65%)  |
| 2020-10-01 | 2020-10-01 |  | 367٬474(+1٫2%)  | 9٬231(+0٫54%)  |
| 2020-10-02 | 2020-10-02 |  | 372٬259(+1٫3%)  | 9٬298(+0٫73%)  |
| 2020-10-03 | 2020-10-03 |  | 375٬931(+0٫99%) | 9٬347(+0٫53%)  |
| 2020-10-04 | 2020-10-04 |  | 379٬141(+0٫85%) | 9٬399(+0٫56%)  |
| 2020-10-05 | 2020-10-05 |  | 382٬949(+1%)    | 9٬464(+0٫69%)  |
| 2020-10-06 | 2020-10-06 |  | 387٬121(+1٫1%)  | 9٬531(+0٫71%)  |
| 2020-10-07 | 2020-10-07 |  | 391٬044(+1%)    | 9٬604(+0٫77%)  |
| 2020-10-08 | 2020-10-08 |  | 394٬566(+0٫9%)  | 9٬683(+0٫82%)  |
| 2020-10-09 | 2020-10-09 |  | 397٬780(+0٫81%) | 9٬735(+0٫54%)  |
| 2020-10-10 | 2020-10-10 |  | 400٬124(+0٫59%) | 9٬790(+0٫56%)  |
| 2020-10-11 | 2020-10-11 |  | 402٬330(+0٫55%) | 9٬852(+0٫63%)  |
| 2020-10-12 | 2020-10-12 |  | 405٬437(+0٫77%) | 9٬912(+0٫61%)  |
| 2020-10-13 | 2020-10-13 |  | 409٬358(+0٫97%) | 9٬970(+0٫59%)  |
| 2020-10-14 | 2020-10-14 |  | 413٬215(+0٫94%) | 10٬021(+0٫51%) |
| 2020-10-15 | 2020-10-15 |  | 416٬802(+0٫87%) | 10٬086(+0٫65%) |
| 2020-10-16 | 2020-10-16 |  | 420٬303(+0٫84%) | 10٬142(+0٫56%) |
| 2020-10-17 | 2020-10-17 |  | 423٬527(+0٫77%) | 10٬198(+0٫55%) |
| 2020-10-18 | 2020-10-18 |  | 426٬634(+0٫73%) | 10٬254(+0٫55%) |
| 2020-10-19 | 2020-10-19 |  | 430٬678(+0٫95%) | 10٬317(+0٫61%) |
| 2020-10-20 | 2020-10-20 |  | 434٬598(+0٫91%) | 10٬366(+0٫47%) |
| الحالات: عدد الحالات غير المعادة التي أبلغت عنها الحكومة مصادر: Various news sources and state health department websites. See Timeline Table and Timeline narrative for sources. |            |  |                 |                |

### شباط
- 24 شباط: أعلنت وزارة الصحة عن أول حالة اصابة مؤكدة بالفيروس في النجف لطالب دين إيراني الجنسية.[8] واودع المصاب في الحجز الصحي في مستشفى الحكيم وحجر على تسعة أشخاص لامسوا المريض وكانوا برفقتهِ.[9]
- 25 شباط: أعلنت وزارة الصحة عن أربع إصابات بفيروس كورونا في محافظة كركوك ضمن عائلة واحدة قدمت من إيران.[10] وحجر على 20 شخصًا في فندق در الندى بالنجف للاشتباه في إصابتهم بفيروس كورونا بعد ملامستهم للمصاب الإيراني.[11] وأعلنت دائرة صحة النجف ترحيل الطالب الإيراني المصاب بفيروس كورونا إلى بلادهِ بعد الاتفاق والتنسيق بين وزارة الصحة والقنصلية الإيرانية في النجف وموافقة منظمة الصحة العالمية ونقل من مستشفى الحكيم العام في النجف حيث كان يرقد فيها منذ يومين إلى إيران عن طريق البر وبواسطة سيارة إسعاف.[12]
- 27 شباط: اعلنت وزارة الصحة تسجيل أول اصابة في العاصمة بغداد لرجل يبلغ من العمر 42 سنة كان عائدا من سفرهِ من إيران واودع الحجز الصحي في مستشفى الفرات العام.[13] واعلنت عن تسجيل إصابة جديدة في كركوك لرجل يبلغ من العمر 51 سنة عائد من إيران ليرتفع عدد الإصابات في العراق إلى 7 حالات.[14]
- 28 شباط: أعلنت وزارة الصحة تسجيل حالة ثانية في العاصمة بغداد لإمراة تبلغ من العمر 32 سنة عائدة من إيران نقلت إلى الحجر الصحي في مستشفى الفرات العام.[15]
- 29 شباط: أعلنت وزارة الصحة اكتشاف خمس حالاتٍ جديدة مؤكدة بفيروس كورونا أربعة منهم في بغداد (ثلاثة في الكرخ وواحدة في الرصافة) والخامسة في محافظة بابل.[16]

### آذار
- 1 آذار: أعلنت وزارة الصحة عن اكتشاف ستة حالاتٍ جديدة مؤكدة بفيروس كورونا اثنان منهم في بغداد (واحدة في جانب الرصافة والثانية في جانب الكرخ) وأربع حالات في محافظة السليمانية وجميعهم كانوا في إيران مؤخراً.[17]
- 2 آذار: أعلنت وزارة الصحة عن خمس حالاتٍ جديدة مؤكدة بفيروس كورونا المستجد، ثلاث منها في بغداد (اثنان في جانب الرصافة وواحدة في جانب الكرخ) وحالة في محافظة ميسان والخامسة في محافظة النجف.[18] وأعلنت صحة أقليم كردستان العراق عن اكتشاف حالة جديدة مؤكدة في محافظة السليمانية لرتفع حالات الإصابة المؤكدة في السليمانية إلى 5 حالات.[19]
- 3 آذار: أعلنت وزارة الصحة عن خمس حالاتٍ جديدة مؤكدة بفيروس كورونا المستجد، واحدة في بغداد، وواحدة في محافظة كربلاء، وواحدة في محافظة النجف، واثنان في محافظة واسط (سكنة قضاء الصويرة عادوا من إيران مؤخرا).[20]
- 4 آذار: أعلنت صحة السليمانية عن وفاة رجل يبلغ عمره 63 سنة بفيروس كورونا، وكان الرجل وهو إمام جامع في مدينة السليمانية يخضع لحجر صحي قبل وفاته ليصبح أول حالة وفاة في العراق بسبب كورونا.[21][22] وأعلنت وزارة الصحة تسجيل ثلاث حالات اصابة مؤكدة اثنان في ديالى وواحدة في النجف. وأعلنت الوزارة في وقت متأخر من الليل تسجيل حالتي وفاة في بغداد بسبب كورونا لامرأة عمرها 26 سنة ورجل عمر 65 سنة، ليرتفع عدد الوفيات في العراق إلى ثلاثة.[23][24][25]
- 5 آذار: أعلنت صحة اقليم كردستان العراق إصابة اثنين من أفراد عائلة رجل الدين الذي توفي أمس الأربعاء بفيروس كورونا، ليرتفع عدد الاصابات في السليمانية إلى ثمانية توفي واحد منهم.[26] وأعلنت وزارة الصحة تسجيل ثلاث إصابات جديدة اثنتان منها في كركوك وثالثة في واسط لرجل من أهالي جصان يعمل سائق في المنفذ الحدودي مع إيران.[27]
- 6 آذار: تسجيل أول حالة شفاء من فيروس كورونا في العراق لرجل عمره 42 سنة في مستشفى الفرات العام في بغداد.[28] وأعلنت وزارة الصحة عن تأكيد تشخيص 8 حالات جديدة في العراق، خمس في بغداد وتأكيد اصابتين في السليمانية (أعلن عنها سابقاً) والإصابة الثامنة لانثى عمرها 63 سنة من كربلاء وتوفيت لاحقا لتصبح أول حالة وفاة في كربلاء بسبب كورونا. وأعلنت صحة الإقليم تسجيل أول حالة اصابة في اربيل. ليرتفع عدد الوفيات في العراق إلى 4 والاصابات إلى 48.
- 7 آذار: أعلنت وزارة الصحة تسجيل ثمان اصابات مؤكدة بفيروس كورونا سبعة منها في بغداد (ستة في الرصافة وواحدة في الكرخ) وواحدة في النجف لانثى عمرها 32 سنة من مدينة الكوفة/علوة الفحل عائده من إيران. وأعلنت صحة الإقليم تسجيل اصابة في اربيل لانثى عمرها 49 سنة عائده من إيران.
- 8 آذار: أعلنت صحة بابل وفاة الحالة المصابة بفيروس كورونا لرجل يبلغ من العمر 73 عامًا وكان يرقد بمستشفى المرجان.[29] وأعلنت صحة ميسان تسجيل حالة وفاة بسبب كورونا لمصاب عمره 35 سنة بعد وصوله إلى طوارئ مستشفى «الشهيد الصدر التعليمي»، حيث كان بحالة حرجة جدا. وكان المصاب قد عاد من إيران عن طريق مطار بغداد الدولي، ودخل البلاد في 27 شباط.[30] وأعلنت وزارة الصحة تسجيل ستة اصابات جديدة مؤكدة، واحدة في المثنى لامرأة ثلاثينية عائده من كربلاء وهي من سكنة قضاء الخضر، وواحدة في الأنبار لامراة عمرها 64 سنة من سكنة قضاء الخالدية كانت في مدينة الطب مرافقة لمريضة اصيبت بفيروس كورونا، وواحدة في ذي قار لرجل يبلغ من العمر 62 عاما من سكنة قضاء الشطرة عائد من إيران، وواحدة في كربلاء لرجل من سكنة النجف عمره 23 سنة يعمل موظفا في دائرة صحة كربلاء واصيب جراء الملامسة مع المصابة التي توفيت قبل يومين في كربلاء، وواحدة في بغداد وواحدة في ميسان لرجل عائد من إيران توفي لاحقاً.[31] وأعلنت صحة ديالى تسجيل إصابة جديدة بفيروس كورونا في محافظة ديالى لامرأة مسنة عمرها 67 سنة. وأعلنت صحة الإقليم تسجيل ثلاث حالات اصابة واحدة في أربيل لامرأة عمرها 52 سنة وهي شقيقة المرأة التي تم تشخيص اصابتها في أربيل والتي كانت قد عادت من إيران، واثنان في السليمانية لرجلان أحدهما يبلغ من العمر 53 عامًا وهو عائد من إيران، والثاني يبلغ من العمر 52 عامًا أصيب بالعدوى من المصاب المتوفي في السليمانية.[32]
- 9 آذار: أعلنت وزارة الصحة تسجيل ستة اصابات جديدة، اثنتان في النجف، وواحدة في البصرة، وحالتان في اربيل وواحدة في السليمانية. وسجلت حالة وفاة في البصرة. وشفاء ثلاث حالات.[33]
- 10 آذار: أعلنت صحة الإقليم تسجيل اصابة مؤكدة في السليمانية لامرأة عمرها 19 سنة.[34] وتسجيل اصابة أخرى لرجل عمره 64 سنة من ناحية آشتي في قضاء كويسنجق في أربيل.[35] وأعلنت وزارة الصحة تسجيل 15 حالة أصابة في العراق، 11 حالة في بغداد (7 في الكرخ و 4 في الرصافة)، 4 حالات في كركوك.[36] وأعلنت صحة البصرة تسجيل اصابة ثانية بفيروس كورونا في المحافظة.[37]
- 11 آذار: أعلنت وزارة الصحة تسجيل حالتي اصابة جديدة، واحدة في محافظة النجف، وواحدة في محافظة كربلاء. وسجلت حالة وفاة في كربلاء. وبهذا يصبح مجموع الاصابات 68 حالة، والوفيات 8 وفاة، والشفاء 15 حالة.[38][39][40]
- 12 آذار: أعلنت وزارة الصحة تسجيل ستة اصابات جديدة بعد فحص 111 نموذج خلال الـ24 ساعة الماضية، خمسة في بغداد (واحدة في الرصافة، واربعة في مدينة الطب) وواحدة في محافظة النجف. وبهذا يصبح مجموع الاصابات 83 حالة، والوفيات 8 وفاة، والشفاء 24 حالة.[41]
- 13 آذار: أعلنت وزارة الصحة تسجيل عشرة حالات اصابة جديدة بعد فحص 76 نموذج خلال الـ24 ساعة الماضية، خمسة منها في بغداد (ثلاثة في الرصافة، وواحدة في مدينة الطب، وواحدة في الكرخ) وواحدة في النجف، وواحدة في كربلاء، وواحدة في بابل، واثنان في واسط. وسجلت حالة وفاة في النجف. وبهذا يصبح مجموع الاصابات 93 حالة، والوفيات 9 وفاة، والشفاء 24 حالة.[42]
- 14 آذار: أعلنت وزارة الصحة تسجيل خمس حالات اصابة جديدة بعد فحص 100 نموذج خلال الـ24 ساعة الماضية، ثلاث في بغداد (واحدة في الرصافة واثنان في الكرخ) وواحدة في ذي قار، وواحدة في كربلاء. وبهذا يصبح مجموع الاصابات 110 حالة، والوفيات 9 وفاة، والشفاء 26 حالة.[43]
- 15 آذار: أعلنت وزارة الصحة تسجيل 14 حالة جديدة بعد فحص 113 نموذج خلال الـ24 ساعة الماضية، تسعة في بغداد (سبعة في الرصافة واثنان في الكرخ)، وواحدة في ميسان، وواحدة في ديالى، وواحدة في الديوانية، واثنان في النجف. وبهذا يصبح مجموع الاصابات 124 حالة، والوفيات 9 وفاة، والشفاء 26 حالة.[44][45]
- 16 آذار: أعلنت وزارة الصحة تسجيل ستة حالات جديدة بعد فحص 145 نموذج خلال الـ24 ساعة الماضية، ثلاثة في بغداد (اثنان في جانب الكرخ وواحدة في مستشفى مدينة الطب)، وواحدة في الديوانية، واثنان في النجف. وسجلت حالة وفاة في واسط. وبهذا يصبح مجموع الاصابات 133 حالة، والوفيات 10 وفاة، والشفاء 32 حالة.[46][47]
- 17 آذار: أعلنت وزارة الصحة تسجيل 21 حالة جديدة بعد فحص 96 نموذج خلال الـ24 ساعة الماضية، 17 منها في بغداد (15 في جانب الرصافة واثنتين في مستشفى مدينة الطب)، وثلاثة في محافظة كربلاء، وواحدة في محافظة البصرة. وسجلت حالة وفاة في واسط. وبهذا يصبح مجموع الاصابات 154 حالة، والوفيات 11 وفاة، والشفاء 41 حالة.[48]
- 18 آذار: أعلنت وزارة الصحة تسجيل ستة حالات جديدة بعد فحص 105 نموذج خلال الـ24 ساعة الماضية، خمسة في بغداد (جانب الرصافة)، وواحدة في ديالى. وسجلت حالة وفاة في البصرة. وبهذا يصبح مجموع الاصابات 164 حالة، والوفيات 12 وفاة، والشفاء 43 حالة.[49][50]
- 19 آذار: أعلنت وزارة الصحة تسجيل 11 اصابة جديدة بفيروس كورونا بعد فحص 123 نموذج خلال الـ24 ساعة الماضية، أربعة في بغداد (ثلاثة في الرصافة، وواحدة في مدينة الطب) وواحدة في النجف، وواحدة في البصرة، وواحدة في الديوانية، وواحدة في المثنى، وواحدة في واسط، واثنين في كربلاء. وبهذا يصبح مجموع الاصابات 177 حالة، والوفيات 12 وفاة، والشفاء 49 حالة.[51] وأعلنت صحة الإقليم تسجيل أول اصابة في محافظة دهوك لرجل عمره 50 سنة عائد من ألمانيا.[52] واعلن محافظ البصرة تسجيل حالة وفاة ثالثة لامرأة عمرها 46 سنة عائده من إيران بسبب فيروس كورونا.[53] وأعلنت وزارة الصحة تسجيل 15 حالة اصابة جديدة، أربعة في بغداد (في جانب الرصافة)، خمسة في النجف، ثلاثة في بابل، واحدة في ذي قار، وواحدة في البصرة، وواحدة في كربلاء. وسجلت حالة وفاة واحدة في ذي قار. وبهذا يصبح مجموع الاصابات 192 حالة، والوفيات 13 وفاة، والشفاء 49 حالة.[54][55]
- 20 آذار: أعلنت وزارة الصحة تسجيل 15 حالة جديدة، ستة في بغداد (أثنان في الرصافة وأربعة في الكرخ)، وحالتين في النجف، وحالتين في المثنى، وأربعة حالات في البصرة، وحالة في السليمانية. كما سجلت ثلاث وفيات واحدة في البصرة، وأثنان في بغداد (الكرخ ومدينة الطب). وبهذا يكون مجموع الاصابات 208 اصابة، والوفيات 17 وفاة.[56]
- 21 آذار: أعلنت صحة الإقليم تسجيل سبعة حالات اصابة جديدة بفيروس كورونا ستة في محافظة السليمانية (لرجل ذو 37 عاماً من ناحية سنكسر في منطقة رابرين، والثانية لرجل (يبلغ من العمر 45 عاماً) من دربنديخان، والبقية من مدينة السليمانية وهم امرأة ذات 38 عاماً ورجال بأعمار 28 و62 و48 عاماً) وواحدة في محافظة أربيل لرجل يبلغ من العمر 29 عاماً، وأربعة من المصابين سبق لهم أن زاروا إيران ودول أوروبية، كما أن اثنين من المصابين البقية فقط من المتلامسين لمصابين سابقين.[57]
- 22 آذار: أعلنت وزارة الصحة تسجيل 19 حالة أصابة جديدة بالفيروس، ثماني حالات في بغداد (خمسة في جانب الرصافة واثنان في مستشفى مدينة الطب وواحدة في جانب الكرخ)، واثنان في محافظة النجف، وواحدة في محافظة كربلاء وواحدة في محافظة المثنى وواحدة في محافظة أربيل وستة في محافظة السليمانية. وسجلت أربعة وفيات جديدة، ثلاث في مستشفى مدينة الطب في بغداد. ليرتفع مجموع الاصابات الكلي إلى 233 حالة، والوفيات 20 وفاة، والشفاء 57 حالة.[58]
- 23 آذار: أعلنت وزارة الصحة تسجيل 33 حالة اصابة جديدة، سبعة منها في بغداد (ثلاثة في جانب الرصافة واثنان في جانب الكرخ واثنان في مستشفى مدينة الطب)، واثنان في محافظة النجف، وواحدة في محافظة البصرة، وواحدة في محافظة نينوى، وعشرة في محافظة أربيل، و 12 حالة في محافظة السليمانية. وسجلت ثلاث وفيات جديدة، واحدة في بغداد (جانب الرصافة)، وواحدة في البصرة، وواحدة في ديالى. وبهذا يكون مجموع الاصابات 266 اصابة، والوفيات 23 وفاة، والشفاء 62 حالة.
- 24 آذار: اعلنت وزارة الصحة تسجيل 50 اصابة جديدة، ثلاثة في بغداد (اثنان في جانب الرصافة وواحدة في مستشفى مدينة الطب)، 11 حالة في محافظة البصرة، وأربعة في محافظة نينوى، وثلاثة في محافظة كربلاء، وواحدة في محافظة ديالى، 13 حالة في محافظة النجف، وثمانية في محافظة السليمانية، وستة في محافظة أربيل، وواحدة في محافظة دهوك. وسجلت أربعة وفيات جديدة اثنان منها في محافظة كربلاء وواحدة في محافظة البصرة وواحدة في محافظة السليمانية.[59]
- 25 آذار: أعلنت وزارة الصحة تسجيل 30 حالة اصابة جديدة، تسعة في بغداد (ستة في الرصافة وثلاثة في مدينة الطب)، وواحدة في البصرة، واثنان في المثنى، واربعة في كربلاء، وواحدة في كركوك، واربعة في النجف، وستة في السليمانية، وواحدة في الديوانية، واثنان في أربيل. والوفيات حالتين واحدة في كركوك وواحدة في بابل. وبهذا يكون مجموع الاصابات 346 اصابة، والوفيات 29 وفاة، والشفاء 89 حالة.[60]
- 26 آذار: أعلنت وزارة الصحة تسجيل 36 حالة جديدة، عشرة في بغداد (ثمانية في الرصافة وواحدة في الكرخ وواحدة في مدينة الطب) وتسعة في البصرة، وسبعة في كربلاء، وخمسة في النجف، واثنان في واسط، وواحدة في السليمانية، وواحدة في كركوك، وواحدة في ذي قار. وسجلت سبعة وفيات ثلاثة في بغداد (اثنان في الرصافة وواحدة في مدينة الطب)، واثنان في كربلاء، وواحدة في المثنى، وواحدة في بابل. وبهذا يكون مجموع الاصابات 382 اصابة، والوفيات 36 وفاة، والشفاء 105 حالة.[61]
- 27 آذار: أعلنت وزارة الصحة تسجيل 76 حالة جديدة، 14 حالة في بغداد (تسعة في الرصافة واثنان في مدينة الطب واثنان في الكرخ)، 36 حالة في البصرة، وواحدة في كركوك، 18 حالة في النجف، وواحدة في السليمانية، وواحدة في ذي قار، وواحدة في بابل، وواحدة في صلاح الدين، وثلاثة في أربيل. وتم تسجيل أربعة وفيات جديدة، اثنان في البصرة وواحدة في ذي قار وواحدة في بابل. وبهذا يكون مجموع الاصابات 458 اصابة، والوفيات 40 وفاة، والشفاء 122 حالة.[62]
- 28 آذار: أعلنت وزارة الصحة تسجيل 48 حالة جديدة، تسعة حالات في بغداد (ثلاثة في الرصافة واربعة في مدينة الطب واثنان في الكرخ)، ستة في البصرة، وواحدة في كركوك، عشرة في النجف، وواحدة في السليمانية، وواحدة في ميسان، وواحدة في ديالى، وثلاثة في كربلاء، واثنان في واسط، واربعة في المثنى، وخمسة في اربيل، وخمسة في دهوك. وسجلت حالتى وفاة جديدة، واحدة في البصرة وواحدة في بغداد (جانب الرصافة). وبهذا يكون مجموع الاصابات 506 اصابة، والوفيات 42 وفاة، والشفاء 131 حالة.[63]
- 29 آذار: أعلنت وزارة الصحة تسجيل 41 حالة جديدة، ثمانية في بغداد (سبعة في الرصافة وواحدة في مدينة الطب)، وثمانية في البصرة، وخمسة في النجف، وواحدة في السليمانية، و11 حالة في كربلاء، وثمانية في أربيل. وبهذا يكون مجموع الاصابات 547 اصابة، والوفيات 42 وفاة، والشفاء 143 حالة.[64]
- 30 آذار: أعلنت وزارة الصحة تسجيل 83 حالة جديدة، 14 حالة في بغداد (اثنان في الرصافة وواحدة في مدينة الطب، 11 حالة في الكرخ)، وعشرة في البصرة، و18 حالة في النجف، و14 حالة في السليمانية، وثلاثة في كربلاء، و12 حالة في المثنى، وعشرة في أربيل، واثنتان في دهوك. وسجلت أربعة وفيات وفاتين منها في النجف وواحدة في واسط والرابعة في ديالى. وبهذا يكون مجموع الاصابات 630 اصابة، والوفيات 46 وفاة، والشفاء 152 حالة.[65]
- 31 آذار: أعلنت وزارة الصحة تسجيل 65 حالة جديدة، 12 حالة في بغداد (ثلاثة في الرصافة وواحدة في مدينة الطب، وثمانية في الكرخ)، وأربعة في البصرة، و22 حالة في النجف، و11 حالة في السليمانية، و11 حالة في كربلاء، واثنتان في ديالى، وواحدة في أربيل، وواحدة في كركوك، وواحدة في ذي قار. وسجلت أربعة وفيات، في النجف وبغداد (جانب الرصافة) والبصرة وميسان. وبهذا يكون مجموع الاصابات 694 اصابة، والوفيات 50 وفاة، والشفاء 170 حالة.[66]

### نيسان
- 1 نيسان: أعلنت وزارة الصحة عن تسجيل 34 حالة جديدة، تسعة في محافظة البصرة، وواحدة في محافظة النجف، وخمسة في محافظة السليمانية، وأربعة في محافظة كربلاء، وستة في محافظة أربيل، وواحدة في محافظة واسط (لطبيبة مقيمة)، وواحدة في محافظة المثنى، وثلاثة في محافظة دهوك، واثنان في محافظة بابل، واثنان في محافظة الديوانية. وسجلت حالتي وفاة واحدة في بغداد (جانب الرصافة) وأخرى في الديوانية. وبهذا يكون مجموع الاصابات 728 حالة، والوفيات 52 وفاة، والشفاء 182 حالة.[67]
- 2 نيسان: أعلنت وزارة الصحة تسجيل 44 حالة جديدة، اثنان في بغداد (واحدة في الكرخ وواحدة في مدينة الطب)، خمسة في البصرة، وعشرة في النجف، 12 حالة في السليمانية، وسبعة في كربلاء، واثنان في أربيل، وخمسة في كركوك، وواحدة في الديوانية. وسجلت حالتي وفاة واحدة في بغداد (جانب الرصافة) وأخرى في البصرة. وبهذا يصبح مجموع الاصابات 772 حالة، والوفيات 54 وفاة، والشفاء 202 حالة.[68]
- 3 نيسان: أعلنت وزارة الصحة تسجيل 48 حالة جديدة، خمسة في بغداد (ثلاثة في الكرخ وواحدة في مدينة الطب وواحدة في الرصافة)، أربعة في البصرة، وتسعة في النجف، 11 حالة في السليمانية، 12 حالة في ذي قار، وثلاثة في أربيل، وواحدة في كركوك، وواحدة في المثنى، وواحدة في الانبار، وواحدة في بابل. وبهذا يصبح مجموع الاصابات 820 حالة، والوفيات 54 وفاة، والشفاء 226 حالة.[69]
- 4 نيسان: أعلنت وزارة الصحة تسجيل 58 حالة جديدة، ثلاثة في بغداد (جانب الكرخ)، تسعة في البصرة، 34 حالة في النجف، أربعة في السليمانية، وستة في أربيل، وواحدة في ديالى، وواحدة في المثنى. وسجلت حالتي وفاة واحدة في بغداد (جانب الكرخ) وأخرى في البصرة. وبهذا يصبح مجموع الاصابات 787 حالة، والوفيات 56 وفاة، والشفاء 259 حالة.[70]
- 5 نيسان: أعلنت وزارة الصحة تسجيل 83 حالة جديدة، 27 حالة في بغداد (اثنان في الكرخ ووابعة في مدينة الطب، 21 حالة في الرصافة)، عشرة في البصرة، وستة في النجف، وواحدة في السليمانية، 18 حالة في أربيل، وخمسة في ديالى، وستة في المثنى، وواحدة في بابل، واربعة في كربلاء، واربعة في كركوك، وواحدة في ذي قار. وسجلت خمس حالات وفاة، اثنان في بغداد (جانب الرصافة) وواحدة النجف وواحدة في السليمانية وواحدة في ديالى. وبهذا يصبح مجموع الاصابات 961 حالة، والوفيات 61 وفاة، والشفاء 279 حالة.[71]
- 6 نيسان: أعلنت وزارة الصحة تسجيل 70 حالة جديدة، أربعة حالات في بغداد (واحدة في الكرخ وثلاثة في مدينة الطب)، تسعة في البصرة، واربعة في النجف، وثلاثة في السليمانية، 41 حالة في أربيل، واثنان في كربلاء، وسبعة في ذي قار. وسجلت ثلاث حالات وفاة، اثنان في النجف وواحدة في بغداد (جانب الرصافة). وبهذا يصبح مجموع الاصابات 1031 حالة، والوفيات 64 وفاة، والشفاء 344 حالة.[72]
- 7 نيسان: أعلنت وزارة الصحة تسجيل 91 حالة جديدة، 27 حالة في بغداد (واحدة في الكرخ وسبعة في مدينة الطب و 13 حالة في الرصافة)، 44 حالة في النجف، وثلاثة في السليمانية، وخمسة في أربيل، وثلاثة في دهوك، وواحدة في ديالى، وواحدة في واسط، وخمسة في ذي قار، وستة في البصرة، واثنان في المثنى. وسجلت ثلاث حالة وفاة في بغداد (مدينة الطب). وبهذا يصبح مجموع الاصابات 1,122 حالة، والوفيات 65 وفاة، والشفاء 373 حالة.[73]
- 8 نيسان: أعلنت وزارة الصحة تسجيل 80 حالة جديدة بعد فحص 2,083 نموذج خلال الـ24 ساعة الماضية، 15 حالة في بغداد (ثلاثة في مدينة الطب و 12 حالة في الرصافة)، 24 حالة في النجف، وواحدة في السليمانية، 20 حالة في أربيل، وثلاثة في كربلاء، وواحدة في كركوك، 11 حالة في ذي قار، وخمسة في البصرة. وسجلت اربع حالات وفاة، اثنان في بغداد (واحدة في الرصافة وواحدة في الكرخ)، واثنان في البصرة. وبهذا يصبح مجموع الاصابات 1,202 حالة، والوفيات 69 وفاة، والشفاء 452 حالة.[74]
- 9 نيسان: أعلنت وزارة الصحة تسجيل 30 حالة جديدة بعد فحص 2,052 نموذج خلال الـ24 ساعة الماضية، 12 حالة في بغداد (ثلاثة في مدينة الطب وثمانية في الرصافة، وواحدة في الكرخ)، وواحدة في النجف، وواحدة في السليمانية، وواحدة في أربيل، وواحدة في كربلاء، وواحدة في كركوك، واثنان في ذي قار، وثمانية في البصرة، وواحدة في واسط، واثنان في ديالى. وبهذا يصبح مجموع الاصابات 1,232 حالة، والوفيات 69 وفاة، والشفاء 496 حالة.[75]
- 10 نيسان: أعلنت وزارة الصحة تسجيل 47 حالة جديدة بعد فحص 1,785 نموذج خلال الـ24 ساعة الماضية، 11 حالة في بغداد (جانب الرصافة)، وثلاثة في النجف، واربعة في السليمانية، وتسعة في أربيل، وثلاثة في كربلاء، وخمسة في البصرة، وعشرة في واسط، وواحدة في صلاح الدين، وواحدة في المثنى. وسجلت حالة وفاة في بغداد (جانب الرصافة). وبهذا يصبح مجموع الاصابات 1,279 حالة، والوفيات 70 وفاة، والشفاء 550 حالة.[76]
- 11 نيسان: أعلنت وزارة الصحة تسجيل 39 حالة جديدة بعد فحص 1,731 نموذج خلال الـ24 ساعة الماضية، 12 حالة في بغداد (ثمانية في الرصافة، وثلاثة في مدينة الطب وواحدة في الكرخ)، واثنان في النجف، وواحدة في السليمانية، واثنان في كربلاء، وتسعة في البصرة، وثلاثة في واسط، واثنان في المثنى، وثلاثة في ذي قار، وخمسة في كركوك. وسجلت حالتى وفاة، واحدة في بغداد (جانب الكرخ) وواحدة في السليمانية. وبهذا يصبح مجموع الاصابات 1,318 حالة، والوفيات 72 وفاة، والشفاء 601 حالة.[77]
- 12 نيسان: أعلنت وزارة الصحة تسجيل 34 حالة جديدة بعد فحص 1,526 نموذج خلال الـ24 ساعة الماضية، 14 حالة في بغداد (ثمانية في الرصافة، وستة في مدينة الطب)، واربعة في السليمانية، وواحدة في أربيل، 15 حالة في البصرة. وسجلت أربعة حالات وفاة، واحدة في بغداد (جانب الرصافة) وواحدة في السليمانية، وواحدة في كركوك، وواحدة في البصرة. وبهذا يصبح مجموع الاصابات 1,352 حالة، والوفيات 76 وفاة، والشفاء 640 حالة.[78]
- 13 نيسان: أعلنت وزارة الصحة تسجيل 26 حالة جديدة بعد فحص 2,376 نموذج خلال الـ24 ساعة الماضية، سبعة في بغداد (ثلاثة في الرصافة، وثلاثة في مدينة الطب، وواحدة في الكرخ)، واثنان في النجف، وثلاثة في واسط، وواحدة في ميسان، وستة في البصرة، واثنان في بابل، وثلاثة في الديوانية، واثنان في ذي قار. وسجلت حالتي وفاة في بغداد (واحدة في الكرخ، وواحدة في مدينة الطب). وبهذا يصبح مجموع الاصابات 1,378 حالة، والوفيات 78 وفاة، والشفاء 717 حالة.[79]
- 14 نيسان: أعلنت وزارة الصحة عن تسجيل 22 حالة جديدة بعد فحص 1,756 نموذج خلال الـ24 ساعة الماضية، خمسة منها في العاصمة بغداد (واحدة في جانب الرصافة، وواحدة في مستشفى مدينة الطب، وثلاثة في جانب الكرخ)، وواحدة في محافظة السليمانية، واثنان في محافظة واسط، واثنان في محافظة كركوك، وعشرة في محافظة البصرة، وواحدة في محافظة بابل، وواحدة في محافظة الديوانية. وبهذا يصبح مجموع الاصابات 1,400 حالة، والوفيات 78 وفاة، والشفاء 766 حالة.
- 15 نيسان: أعلنت وزارة الصحة عن تسجيل 15 حالة جديدة بعد فحص 698 نموذج خلال الـ24 ساعة الماضية، أربعة في العاصمة بغداد (ثلاثة في جانب الرصافة، وواحدة في مستشفى مدينة الطب)، وواحدة في محافظة السليمانية، وثلاثة في محافظة البصرة، وواحدة في محافظة بابل، وثلاثة في محافظة كربلاء، وثلاثة في محافظة ذي قار. وسجلت حالة وفاة واحدة في ذي قار. وبهذا يصبح مجموع الاصابات 1,415 حالة، والوفيات 79 وفاة، والشفاء 812 حالة.
- 16 نيسان: أعلنت وزارة الصحة عن تسجيل 19 حالة جديدة بعد فحص 3,125 نموذج خلال الـ24 ساعة الماضية، سبعة في العاصمة بغداد (ستة في جانب الرصافة، وواحدة في جانب الكرخ)، وثلاثة في محافظة السليمانية، وواحدة في محافظة البصرة، وواحدة في محافظة كربلاء، واربعة في محافظة ميسان، وواحدة في محافظة المثنى، وواحدة في محافظة نينوى، وواحدة في محافظة واسط. وسجلت حالة وفاة واحدة في بغداد (جانب الرصافة). وبهذا يصبح مجموع الاصابات 1,434 حالة، والوفيات 80 وفاة، والشفاء 856 حالة.
- 17 نيسان: أعلنت وزارة الصحة عن تسجيل 48 حالة جديدة بعد فحص 2,477 نموذج خلال الـ24 ساعة الماضية، 14 حالة في العاصمة بغداد (13 حالة في جانب الرصافة، وواحدة في مدينة الطب)، واثنان في محافظة السليمانية، 17 حالة في محافظة البصرة، وواحدة في محافظة كربلاء، 14 حالة في محافظة النجف. وسجلت حالة وفاة واحدة في البصرة. وبهذا يصبح مجموع الاصابات 1,482 حالة، والوفيات 81 وفاة، والشفاء 906 حالة.
- 18 نيسان: أعلنت وزارة الصحة عن تسجيل 31 حالة جديدة بعد فحص 2,218 نموذج خلال الـ24 ساعة الماضية، سبعة في العاصمة بغداد (أربعة في جانب الرصافة، وواحدة في مدينة الطب، واثنان في الكرخ)، 15 حالة في محافظة البصرة، وواحدة في محافظة واسط، سبعة في محافظة النجف، وواحدة في محافظة الديوانية. وسجلت حالة وفاة واحدة في بغداد (مدينة الطب). وبهذا يصبح مجموع الاصابات 1,513 حالة، والوفيات 82 وفاة، والشفاء 953 حالة.
- 19 نيسان: أعلنت وزارة الصحة عن تسجيل 26 حالة جديدة بعد فحص 2,226 نموذج خلال الـ24 ساعة الماضية، خمسة في العاصمة بغداد (ثلاثة في مدينة الطب، واثنان في الكرخ)، 17 حالة في محافظة البصرة، وواحدة في محافظة واسط، وواحدة في محافظة النجف، وواحدة في محافظة بابل، وواحدة في محافظة ذي قار. وبهذا يصبح مجموع الاصابات 1,539 حالة، والوفيات 82 وفاة، والشفاء 1,009 حالة.
- 20 نيسان: أعلنت وزارة الصحة عن تسجيل 35 حالة جديدة بعد فحص 2,908 نموذج خلال الـ24 ساعة الماضية، 13 حالة في العاصمة بغداد (12 حالة في جانب الرصافة، وواحدة في جانب الكرخ)، 12 حالة في محافظة البصرة، وواحدة في محافظة النجف، وثمانية في محافظة المثنى، وواحدة في محافظة ذي قار. وبهذا يصبح مجموع الاصابات 1,574 حالة، والوفيات 82 وفاة، والشفاء 1,043 حالة.
- 21 نيسان: أعلنت وزارة الصحة عن تسجيل 28 حالة جديدة بعد فحص 1,782 نموذج خلال الـ24 ساعة الماضية، 15 حالة في العاصمة بغداد (سبعة في الرصافة، وثمانية في مدينة الطب)، 11 حالة في محافظة البصرة، واثنان في محافظة المثنى. وسجلت حالة وفاة واحدة في بغداد (الرصافة). وبهذا يصبح مجموع الاصابات 1,602 حالة، والوفيات 83 وفاة، والشفاء 1,096 حالة.
- 22 نيسان: أعلنت وزارة الصحة عن تسجيل 29 حالة جديدة بعد فحص 2,043 نموذج خلال الـ24 ساعة الماضية، 12 حالة في العاصمة بغداد (تسعة في الرصافة، وثلاثة في مدينة الطب)، ستة في البصرة، وثلاثة في النجف، واثنان في بابل، وستة في ذي قار. وبهذا يصبح مجموع الاصابات 1,631 حالة، والوفيات 83 وفاة، والشفاء 1,146 حالة.
- 23 نيسان: أعلنت وزارة الصحة عن تسجيل 46 حالة جديدة بعد فحص 2,002 نموذج خلال الـ24 ساعة الماضية، 17 حالة في العاصمة بغداد (14 حالة في الرصافة، وواحدة في مدينة الطب، واثنان في الكرخ)، سبعة في البصرة، وتسعة في النجف، وعشرة في بابل، وواحدة في ميسان، وواحدة المثنى، وواحدة في صلاح الدين. وبهذا يصبح مجموع الاصابات 1,677 حالة، والوفيات 83 وفاة، والشفاء 1,171 حالة.
- 24 نيسان: أعلنت وزارة الصحة عن تسجيل 31 حالة جديدة بعد فحص 2,411 نموذج خلال الـ24 ساعة الماضية، 12 حالة في العاصمة بغداد (سبعة في الرصافة، وثلاثة في مدينة الطب، واثنان في الكرخ)، خمسة في النجف، اثنان في البصرة، ثلاثة في بابل، واحدة في صلاح الدين، اثنان في المثنى، اثنان في كربلاء، واحدة في السليمانية، وثلاثة في دهوك. وسجلت ثلاث حالات وفاة اثنان في بغداد (واحدة في الرصافة، وواحدة في مدينة الطب) وواحدة في المثنى. وبهذا يصبح مجموع الاصابات 1,708 حالة، والوفيات 86 وفاة، والشفاء 1,204 حالة.
- 25 نيسان: أعلنت وزارة الصحة عن تسجيل 55 حالة جديدة بعد فحص 1,104 نموذج خلال الـ24 ساعة الماضية، 33 حالة في العاصمة بغداد (29 حالة في الرصافة، وثلاثة في مدينة الطب، وواحدة في الكرخ)، 12 حالة في البصرة، اثنان في المثنى، ثلاثة في ذي قار، اثنان في السليمانية، اثنان في دهوك، وواحدة في أربيل. وبهذا يصبح مجموع الاصابات 1,763 حالة، والوفيات 86 وفاة، والشفاء 1,224 حالة.
- 26 نيسان: أعلنت وزارة الصحة عن تسجيل 57 حالة جديدة بعد فحص 3,074 نموذج خلال الـ24 ساعة الماضية، 29 حالة في العاصمة بغداد (17 حالة في الرصافة، واربعة في مدينة الطب، وثمانية في الكرخ)، ثمانية في البصرة، اثنان في ميسان، عشرة في بابل، سبعة في المثنى، وواحدة في صلاح الدين. وسجلت حالة وفاة في بغداد (مدينة الطب). وبهذا يصبح مجموع الاصابات 1,820 حالة، والوفيات 87 وفاة، والشفاء 1,263 حالة.
- 27 نيسان: أعلنت وزارة الصحة عن تسجيل 27 حالة جديدة بعد فحص 2,311 نموذج خلال الـ24 ساعة الماضية، ثمانية في العاصمة بغداد (اثنان في الرصافة، وواحدة في مدينة الطب، وخمسة في الكرخ)، واحدة في النجف، واحدة في البصرة، سبعة في المثنى، ثلاثة في السليمانية، وسبعة في أربيل. وسجلت حالة وفاة في النجف. وبهذا يصبح مجموع الاصابات 1,847 حالة، والوفيات 88 وفاة، والشفاء 1,286 حالة.
- 28 نيسان: أعلنت وزارة الصحة عن تسجيل 81 حالة جديدة بعد فحص 4,648 نموذج خلال الـ24 ساعة الماضية، 20 حالة في العاصمة بغداد (15 حالة في الرصافة، ثلاثة في مدينة الطب، واثنان في الكرخ)، واحدة في النجف، 39 حالة في البصرة، واحدة في كربلاء، اثنان في كركوك، خمسة في المثنى، اثنان في بابل، و 11 حالة في أربيل. وسجلت حالتي وفاة، واحدة في بغداد (الرصافة)، وواحدة في أربيل. وبهذا يصبح مجموع الاصابات 1,928 حالة، والوفيات 90 وفاة، والشفاء 1,319 حالة.
- 29 نيسان: أعلنت وزارة الصحة عن تسجيل 75 حالة جديدة بعد فحص 8,278 نموذج خلال الـ24 ساعة الماضية، 20 حالة في العاصمة بغداد (15 حالة في الرصافة، اثنان في مدينة الطب، وثلاثة في الكرخ)، 50 حالة في البصرة، واحدة في كربلاء، واحدة في واسط، وثلاثة في المثنى. وسجلت حالتي وفاة في بغداد (واحدة في الرصافة وواحدة في الكرخ). وبهذا يصبح مجموع الاصابات 2,003 حالة، والوفيات 92 وفاة، والشفاء 1,346 حالة.
- 30 نيسان: أعلنت وزارة الصحة عن تسجيل 82 حالة جديدة بعد فحص 5,353 نموذج خلال الـ24 ساعة الماضية، 17 حالة في العاصمة بغداد (ستة في الرصافة، ثلاثة في مدينة الطب، وثمانية في الكرخ)، واحدة في النجف، 28 حالة في البصرة، سبعة في المثنى، سبعة في كركوك، اثنان في ميسان، أربعة في بابل، اثنان في ذي قار، 13 حالة في أربيل، وواحدة في السليمانية. وسجلت حالة وفاة في بغداد (الكرخ). وبهذا يصبح مجموع الاصابات 2,085 حالة، والوفيات 93 وفاة، والشفاء 1,375 حالة.

### أيار
- 1 أيار: أعلنت وزارة الصحة عن تسجيل 68 حالة جديدة بعد فحص 5,353 نموذج خلال الـ24 ساعة الماضية، 35 حالة في العاصمة بغداد (24 حالة في الرصافة، اثنان في مدينة الطب، وتسعة في الكرخ)، واحدة في النجف، 17 حالة في البصرة، سبعة في كركوك، سبعة في ميسان، وواحدة في أربيل. وسجلت حالة وفاة في المثنى. وبهذا يصبح مجموع الاصابات 2,153 حالة، والوفيات 94 وفاة، والشفاء 1,414 حالة.
- 2 أيار: أعلنت وزارة الصحة عن تسجيل 66 حالة جديدة بعد فحص 2,854 نموذج خلال الـ24 ساعة الماضية، 35 حالة في العاصمة بغداد (16 حالة في الرصافة، ثمانية في مدينة الطب، و11 حالة في الكرخ)، ثلاثة في كربلاء، 17 حالة في البصرة، واحدة في واسط، واحدة في كركوك، واحدة في المثنى، ستة في أربيل، واثنان في صلاح الدين. وسجلت حالة وفاة في بغداد (الرصافة). وبهذا يصبح مجموع الاصابات 2,219 حالة، والوفيات 95 وفاة، والشفاء 1,473 حالة.
- 3 أيار: أعلنت وزارة الصحة عن تسجيل 77 حالة جديدة بعد فحص 5,009 نموذج خلال الـ24 ساعة الماضية، 55 حالة في العاصمة بغداد (23 حالة في الرصافة، تسعة في مدينة الطب، و23 حالة في الكرخ)، ثمانية في البصرة، خمسة في كركوك، ثمانية في المثنى، وواحدة في الأنبار. وسجلت حالتي وفاة، واحدة في بغداد (الرصافة)، وواحدة في كربلاء. وبهذا يصبح مجموع الاصابات 2,296 حالة، والوفيات 97 وفاة، والشفاء 1,490 حالة.
- 4 أيار: أعلنت وزارة الصحة عن تسجيل 50 حالة جديدة بعد فحص 4,324 نموذج خلال الـ24 ساعة الماضية، 31 حالة في العاصمة بغداد (تسعة في الرصافة، ستة في مدينة الطب، و16 حالة في الكرخ)، 14 حالة في البصرة، ثلاثة في ذي قار، واثنان في المثنى. وسجلت حالة وفاة واحدة في بغداد (الرصافة). وبهذا يصبح مجموع الاصابات 2,346 حالة، والوفيات 98 وفاة، والشفاء 1,544 حالة.
- 5 أيار: أعلنت وزارة الصحة عن تسجيل 85 حالة جديدة بعد فحص 5,898 نموذج خلال الـ24 ساعة الماضية، 34 حالة في العاصمة بغداد (خمسة في الرصافة، 16 حالة في مدينة الطب، و13 حالة في الكرخ)، اثنان في النجف، 13 حالة في كربلاء، 12 حالة في كركوك، 19 حالة في البصرة، واحدة في ميسان، ثلاثة في المثنى، وواحدة في أربيل. وسجلت اربع حالات وفاة، ثلاثة في بغداد (اثنان في مدينة الطب، وواحدة في الرصافة)، وواحدة في البصرة. وبهذا يصبح مجموع الاصابات 2,431 حالة، والوفيات 102 وفاة، والشفاء 1,571 حالة.[80]
- 6 أيار: أعلنت وزارة الصحة عن تسجيل 49 حالة جديدة بعد فحص 4,242 نموذج خلال الـ24 ساعة الماضية، 31 حالة في العاصمة بغداد (24 حالة في الرصافة، سبعة في مدينة الطب)، ثلاثة في كربلاء، 11 حالة في البصرة، واحدة في المثنى، وثلاثة في أربيل. وبهذا يصبح مجموع الاصابات 2,480 حالة، والوفيات 102 وفاة، والشفاء 1,602 حالة.
- 7 أيار: أعلنت وزارة الصحة عن تسجيل 63 حالة جديدة بعد فحص 2,878 نموذج خلال الـ24 ساعة الماضية، 33 حالة في العاصمة بغداد (23 حالة في الرصافة، واحدة في مدينة الطب، وتسعة في الكرخ)، خمسة في كركوك، 25 حالة في البصرة. وبهذا يصبح مجموع الاصابات 2,543 حالة، والوفيات 102 وفاة، والشفاء 1,626 حالة.
- 8 أيار: أعلنت وزارة الصحة عن تسجيل 60 حالة جديدة بعد فحص 2,337 نموذج خلال الـ24 ساعة الماضية، 34 حالة في العاصمة بغداد (12 حالة في الرصافة، ثلاثة في مدينة الطب، و19 حالة في الكرخ)، واحدة في ديالى، تسعة في ميسان، 12 حالة في البصرة، اثنان في ذي قار، واثنان في صلاح الدين. وسجلت حالتي وفاة في بغداد (واحدة في مدينة الطب، وواحدة في الرصافة). وبهذا يصبح مجموع الاصابات 2,603 حالة، والوفيات 104 وفاة، والشفاء 1,661 حالة.
- 9 أيار: أعلنت وزارة الصحة عن تسجيل 76 حالة جديدة بعد فحص 1,979 نموذج خلال الـ24 ساعة الماضية، 54 حالة في العاصمة بغداد (25 حالة في الرصافة، 19 حالة في مدينة الطب، و10 حالة في الكرخ)، واحدة في ميسان، 17 حالة في البصرة، واحدة في واسط، اثنان في الانبار، وواحدة في صلاح الدين. وسجلت ثلاث حالات وفاة، اثنان في بغداد (واحدة في مدينة الطب، وواحدة في الرصافة)، وواحدة في ديالى. وبهذا يصبح مجموع الاصابات 2,679 حالة، والوفيات 107 وفاة، والشفاء 1,702 حالة.
- 10 أيار: أعلنت وزارة الصحة عن تسجيل 88 حالة جديدة بعد فحص 2,233 نموذج خلال الـ24 ساعة الماضية، 66 حالة في العاصمة بغداد (22 حالة في الرصافة، سبعة في مدينة الطب، و37 حالة في الكرخ)، 11 حالة في ميسان، ثمانية في البصرة، واحدة في ديالى، واثنان في ذي قار. وسجلت حالتي وفاة في بغداد (واحدة في الكرخ، وواحدة في الرصافة). وبهذا يصبح مجموع الاصابات 2,767 حالة، والوفيات 109 وفاة، والشفاء 1,734 حالة.
- 11 أيار: أعلنت وزارة الصحة عن تسجيل 51 حالة جديدة بعد فحص 2,548 نموذج خلال الـ24 ساعة الماضية، 50 حالة في العاصمة بغداد (34 حالة في الرصافة، ثمانية في مدينة الطب، وثمانية في الكرخ)، وواحدة في البصرة. وسجلت حالة وفاة في بغداد (جانب الكرخ). وبهذا يصبح مجموع الاصابات 2,818 حالة، والوفيات 110 وفاة، والشفاء 1,790 حالة.
- 12 أيار: أعلنت وزارة الصحة عن تسجيل 95 حالة جديدة بعد فحص 2,756 نموذج خلال الـ24 ساعة الماضية، 71 حالة في العاصمة بغداد (32 حالة في الرصافة، 13 حالة في مدينة الطب، و 26 حالة في الكرخ)، 18 حالة في البصرة، واحدة في كربلاء، وخمسة في ديالى. وسجلت حالتي وفاة في بغداد (واحدة في الرصافة، وواحدة في مدينة الطب). وبهذا يصبح مجموع الاصابات 2,913 حالة، والوفيات 112 وفاة، والشفاء 1,903 حالة.
- 13 أيار: أعلنت وزارة الصحة عن تسجيل 119 حالة جديدة بعد فحص 4,183 نموذج خلال الـ24 ساعة الماضية، 82 حالة في العاصمة بغداد (35 حالة في الرصافة، 13 حالة في مدينة الطب، و 34 حالة في الكرخ)، 32 حالة في البصرة، اثنان في المثنى، واحدة في ديالى، واثنان في نينوى. وسجلت ثلاث حالات وفاة في بغداد (واحدة في الرصافة، واثنان في مدينة الطب). وبهذا يصبح مجموع الاصابات 3,032 حالة، والوفيات 115 وفاة، والشفاء 1,966 حالة.
- 14 أيار: أعلنت وزارة الصحة عن تسجيل 111 حالة جديدة بعد فحص 3,933 نموذج خلال الـ24 ساعة الماضية، 70 حالة في العاصمة بغداد (57 حالة في الرصافة، ستة في مدينة الطب، وسبعة في الكرخ)، 33 حالة في البصرة، واحدة في واسط، خمسة في ميسان، واحدة في نينوى، وواحدة في السليمانية. وبهذا يصبح مجموع الاصابات 3,143 حالة، والوفيات 115 وفاة، والشفاء 2,028 حالة.
- 15 أيار: أعلنت وزارة الصحة عن تسجيل 50 حالة جديدة بعد فحص 2,921 نموذج خلال الـ24 ساعة الماضية، 31 حالة في العاصمة بغداد (سبعة في الرصافة، 14 حالة في مدينة الطب، وعشرة في الكرخ)، 13 حالة في البصرة، واحدة في ميسان، وخمسة في السليمانية. وسجلت حالتي وفاة في بغداد (الرصافة). وبهذا يصبح مجموع الاصابات 3,193 حالة، والوفيات 117 وفاة، والشفاء 2,089 حالة.
- 16 أيار: أعلنت وزارة الصحة عن تسجيل 67 حالة جديدة بعد فحص 3,100 نموذج خلال الـ24 ساعة الماضية، 58 حالة في العاصمة بغداد (25 حالة في الرصافة، ثمانية في مدينة الطب، و 25 حالة في الكرخ)، واحدة في البصرة، واحدة في ميسان، واحدة في كركوك، خمسة في ذي قار، وواحدة في نينوى. وسجلت اربع حالات وفاة في بغداد (اثنان في الرصافة، واثنان في مدينة الطب). وبهذا يصبح مجموع الاصابات 3,260 حالة، والوفيات 121 وفاة، والشفاء 2,126 حالة.
- 17 أيار: أعلنت وزارة الصحة عن تسجيل 144 حالة جديدة بعد فحص 3,107 نموذج خلال الـ24 ساعة الماضية، 105 حالة في العاصمة بغداد (66 حالة في الرصافة، 17 حالة في مدينة الطب، و 22 حالة في الكرخ)، أربعة في البصرة، تسعة في واسط، 16 حالة في كربلاء، ثلاثة في المثنى، وسبعة في السليمانية. وسجلت حالتي وفاة، واحدة في بغداد (مدينة الطب)، وواحدة في ديالى. وبهذا يصبح مجموع الاصابات 3,404 حالة، والوفيات 123 وفاة، والشفاء 2,218 حالة.
- 18 أيار: أعلنت وزارة الصحة عن تسجيل 150 حالة جديدة بعد فحص 3,520 نموذج خلال الـ24 ساعة الماضية، 120 حالة في العاصمة بغداد (45 حالة في الرصافة، 30 حالة في مدينة الطب، و 45 حالة في الكرخ)، سبعة في البصرة، ثلاثة في النجف، ثلاثة في واسط، اثنان في كربلاء، ثلاثة في المثنى، اثنان في ديالى، واحدة في نينوى، وتسعة في السليمانية. وسجلت اربع حالات وفاة في بغداد (واحدة في الرصافة، واحدة في الكرخ، واثنان في مدينة الطب). وبهذا يصبح مجموع الاصابات 3,554 حالة، والوفيات 127 وفاة، والشفاء 2,310 حالة.
- 19 أيار: أعلنت وزارة الصحة عن تسجيل 57 حالة جديدة بعد فحص 4,441 نموذج خلال الـ24 ساعة الماضية، 51 حالة في العاصمة بغداد (26 حالة في الرصافة، خمسة في مدينة الطب، و 20 حالة في الكرخ)، أربعة في البصرة، واحدة في النجف، وواحدة في السليمانية. وسجلت اربع حالات وفاة، ثلاثة في بغداد (واحدة في الكرخ، واثنان في مدينة الطب)، وواحدة في كربلاء. وبهذا يصبح مجموع الاصابات 3,611 حالة، والوفيات 131 وفاة، والشفاء 2,366 حالة.
- 20 أيار: أعلنت وزارة الصحة عن تسجيل 113 حالة جديدة بعد فحص 5,947 نموذج خلال الـ24 ساعة الماضية، 61 حالة في العاصمة بغداد (32 حالة في الرصافة، 12 حالة في مدينة الطب، و 17 حالة في الكرخ)، 24 حالة في البصرة، اثنان في النجف، تسعة في السليمانية، ثمانية في أربيل، واحدة في كربلاء، واحد في كركوك، اثنان في واسط، واحدة في بابل، ثلاثة في ذي قار، وواحدة في صلاح الدين. وسجلت ثلاث حالات وفاة في بغداد (واحدة في الرصافة، واثنان في مدينة الطب). وبهذا يصبح مجموع الاصابات 3,724 حالة، والوفيات 134 وفاة، والشفاء 2,438 حالة.
- 21 أيار: أعلنت وزارة الصحة عن تسجيل 153 حالة جديدة بعد فحص 6,151 نموذج خلال الـ24 ساعة الماضية، 113 حالة في العاصمة بغداد (68 حالة في الرصافة، 21 حالة في مدينة الطب، و 24 حالة في الكرخ)، 15 حالة في البصرة، ثلاثة في النجف، ثلاثة في السليمانية، ثمانية في أربيل، تسعة في ديالى، واحدة في ميسان، وواحد في واسط. وسجلت ستة حالات وفاة، أربعة في بغداد (ثلاثة في الرصافة، وواحدة في مدينة الطب)، وواحدة في المثنى، وواحدة في ذي قار. وبهذا يصبح مجموع الاصابات 3,877 حالة، والوفيات 140 وفاة، والشفاء 2,483 حالة.
- 22 أيار: أعلنت وزارة الصحة عن تسجيل 87 حالة جديدة بعد فحص 6,070 نموذج خلال الـ24 ساعة الماضية، 48 حالة في العاصمة بغداد (26 حالة في الرصافة، واحدة في مدينة الطب، و 21 حالة في الكرخ)، اثنان في البصرة، واحدة في النجف، خمسة في السليمانية، خمسة في أربيل، أربعة في ديالى، ثلاثة في كربلاء، ستة في المثنى، واحدة في نينوى، و 12 حالة في ذي قار. وسجلت سبع حالات وفاة في بغداد (خمسة في الرصافة، واثنان في مدينة الطب). وبهذا يصبح مجموع الاصابات 3,964 حالة، والوفيات 147 وفاة، والشفاء 2,532 حالة.
- 23 أيار: أعلنت وزارة الصحة عن تسجيل 308 حالة جديدة بعد فحص 6,352 نموذج خلال الـ24 ساعة الماضية، 274 حالة في العاصمة بغداد (179 حالة في الرصافة، واحدة في مدينة الطب، و 94 حالة في الكرخ)، ستة في البصرة، واحدة في النجف، سبعة في السليمانية، واحدة في أربيل، واحدة في دهوك، ثلاثة في ديالى، ثلاثة في كربلاء، خمسة في المثنى، ستة في واسط، وواحدة في صلاح الدين. وسجلت خمسة حالات وفاة في بغداد (ثلاثة في الرصافة، واثنان في مدينة الطب). وبهذا يصبح مجموع الاصابات 4,272 حالة، والوفيات 152 وفاة، والشفاء 2,585 حالة.
- 24 أيار: أعلنت وزارة الصحة عن تسجيل 197 حالة جديدة بعد فحص 6,503 نموذج خلال الـ24 ساعة الماضية، 140 حالة في العاصمة بغداد (71 حالة في الرصافة، ستة في مدينة الطب، و 63 حالة في الكرخ)، خمسة في البصرة، ثمانية في السليمانية، ثمانية في أربيل، ستة في دهوك، واحدة في ديالى، 18 حالة في كربلاء، ثلاثة في الديوانية، واحدة في ميسان، واحدة في بابل، أربعة في ذي قار، واثنان في صلاح الدين. وسجلت ثماني حالات وفاة، سبعة في بغداد (اثنان في الرصافة، ثلاثة في مدينة الطب، واثنان في الكرخ) وواحدة في واسط. وبهذا يصبح مجموع الاصابات 4,469 حالة، والوفيات 160 وفاة، والشفاء 2,738 حالة.
- 25 أيار: أعلنت وزارة الصحة عن تسجيل 163 حالة جديدة بعد فحص 5,762 نموذج خلال الـ24 ساعة الماضية، 116 حالة في العاصمة بغداد (23 حالة في الرصافة، اثنان في مدينة الطب، و 91 حالة في الكرخ)، ثلاثة في البصرة، اثنان في النجف، عشرة في السليمانية، ثلاثة في أربيل، واحدة في بابل، واحدة في كربلاء، أربعة في الديوانية، واحدة في ذي قار، و 22 حالة في نينوى. وسجلت ثلاث حالات وفاة في بغداد (الرصافة). وبهذا يصبح مجموع الاصابات 4,632 حالة، والوفيات 163 وفاة، والشفاء 2,811 حالة.
- 26 أيار: أعلنت وزارة الصحة عن تسجيل 216 حالة جديدة بعد فحص 4,920 نموذج خلال الـ24 ساعة الماضية، 168 حالة في العاصمة بغداد (62 حالة في الرصافة، خمسة في مدينة الطب، و 101 حالة في الكرخ)، ثلاثة في البصرة، خمسة في النجف، ثمانية في أربيل، ثمانية في بابل، ستة في كربلاء، ثلاثة في واسط، اثنان في ديالى، واحدة في الديوانية، واحدة في ذي قار، تسعة في نينوى، واثنان في صلاح الدين. وسجلت ستة حالات وفاة، خمسة في بغداد (واحدة في الرصافة، واربعة في الكرخ)، وواحدة في ديالى. وبهذا يصبح مجموع الاصابات 4,848 حالة، والوفيات 169 وفاة، والشفاء 2,852 حالة.
- 27 أيار: أعلنت وزارة الصحة عن تسجيل 287 حالة جديدة بعد فحص 7,014 نموذج خلال الـ24 ساعة الماضية، 257 حالة في العاصمة بغداد (81 حالة في الرصافة، 65 حالة في مدينة الطب، و 111 حالة في الكرخ)، ثلاثة في البصرة، خمسة في النجف، واحدة في السليمانية، اثنان في أربيل، ثلاثة في كربلاء، ثلاثة في كركوك، أربعة في واسط، أربعة في ديالى، واحدة في الديوانية، واحدة في ميسان، واحدة في ذي قار، واثنان في صلاح الدين. وسجلت ستة حالات وفاة في بغداد (اثنان في الرصافة، اثنان في الكرخ، واثنان في مدينة الطب). وبهذا يصبح مجموع الاصابات 5,135 حالة، والوفيات 175 وفاة، والشفاء 2,904 حالة.
- 28 أيار: أعلنت وزارة الصحة عن تسجيل 322 حالة جديدة بعد فحص 5,104 نموذج خلال الـ24 ساعة الماضية، 224 حالة في العاصمة بغداد (194 حالة في الرصافة، ثلاثة في مدينة الطب، و 27 حالة في الكرخ)، ثلاثة في البصرة، اثنان في النجف، 16 حالة في السليمانية، 21 حالة في أربيل، 22 حالة في كربلاء، واحدة في كركوك، ستة في واسط، 11 حالة في بابل، اثنان في الديوانية، ثلاثة في ميسان، أربعة في ذي قار، خمسة في المثنى، اثنان في صلاح الدين. وسجلت اربع حالات وفاة في بغداد (اثنان في الرصافة، واثنان في الكرخ). وبهذا يصبح مجموع الاصابات 5,457 حالة، والوفيات 179 وفاة، والشفاء 2,971 حالة.
- 29 أيار: أعلنت وزارة الصحة عن تسجيل 416 حالة جديدة بعد فحص 5,246 نموذج خلال الـ24 ساعة الماضية، 265 حالة في العاصمة بغداد (72 حالة في الرصافة، 47 حالة في مدينة الطب، و 146 حالة في الكرخ)، 15 حالة في البصرة، خمسة في النجف، 22 حالة في السليمانية، 28 حالة في كربلاء، ثلاثة في كركوك، 13 حالة في ديالى، سبعة في واسط، 16 حالة في بابل، واحدة في الديوانية، أربعة في ميسان، 31 حالة في ذي قار، ثلاثة في المثنى، اثنان في صلاح الدين، وواحدة في نينوى. وسجلت ستة حالات وفاة، خمسة في بغداد (اثنان في الرصافة، وثلاثة في مدينة الطب)، وواحدة في البصرة. وبهذا يصبح مجموع الاصابات 5,873 حالة، والوفيات 185 وفاة، والشفاء 3,044 حالة.
- 30 أيار: أعلنت وزارة الصحة عن تسجيل 306 حالة جديدة بعد فحص 5,644 نموذج خلال الـ24 ساعة الماضية، 168 حالة في العاصمة بغداد (96 حالة في الرصافة، 12 حالة في مدينة الطب، و 60 حالة في الكرخ)، 29 حالة في البصرة، اثنان في النجف، ستة في السليمانية، خمسة في اربيل، واحدة في دهوك، 20 حالة في كربلاء، أربعة في ديالى، 32 حالة في واسط، 16 حالة في بابل، 13 حالة في ميسان، تسعة في المثنى، وواحدة في نينوى. وسجلت عشرة حالات وفاة، سبعة في بغداد (ستة في الرصافة، وواحدة في الكرخ)، واحدة في كربلاء، واحدة في واسط، وواحدة في ميسان. وبهذا يصبح مجموع الاصابات 6,179 حالة، والوفيات 195 وفاة، والشفاء 3,110 حالة.
- 31 أيار: أعلنت وزارة الصحة عن تسجيل 260 حالة جديدة بعد فحص 5,381 نموذج خلال الـ24 ساعة الماضية، 95 حالة في العاصمة بغداد (58 حالة في الرصافة، اثنان في مدينة الطب، و 35 حالة في الكرخ)، 24 حالة في البصرة، سبعة في النجف، 24 حالة في السليمانية، أربعة في دهوك، اثنان في ديالى، سبعة في واسط، 26 حالة في بابل، 31 حالة في ميسان، 21 حالة في المثنى، اثنان في ذي قار، تسعة في الديوانية، واحدة في الانبار، وسبعة في كركوك. وسجلت عشرة حالات وفاة، خمسة في بغداد (أربعة في الرصافة، وواحدة في الكرخ)، اثنان في ميسان، واحدة في كركوك، واحدة في ديالى، وواحدة في السليمانية. وبهذا يصبح مجموع الاصابات 6,439 حالة، والوفيات 205 وفاة، والشفاء 3,078 حالة.

### حزيران
- 1 حزيران: أعلنت وزارة الصحة عن تسجيل 429 حالة جديدة بعد فحص 10,495 نموذج خلال الـ24 ساعة الماضية، 172 حالة في العاصمة بغداد (80 حالة في الرصافة، 45 حالة في مدينة الطب، و 47 حالة في الكرخ)، 22 حالة في البصرة، ستة في النجف، 102 حالة في السليمانية، اثنان في دهوك، 11 حالة في كربلاء، أربعة في ديالى، 41 حالة في واسط، أربعة في بابل، ثمانية في الديوانية، 38 حالة في ميسان، 13 حالة في المثنى، وستة في نينوى. وسجلت عشرة حالات وفاة، سبعة في بغداد (اثنان في الرصافة، واربعة في مدينة الطب، وواحدة في الكرخ)، واحدة في ميسان، واحدة في الانبار، وواحدة في السليمانية. وبهذا يصبح مجموع الاصابات 6,868 حالة، والوفيات 215 وفاة، والشفاء 3,275 حالة.
- 2 حزيران: أعلنت وزارة الصحة عن تسجيل 519 حالة جديدة بعد فحص 13,463 نموذج خلال الـ24 ساعة الماضية، 350 حالة في العاصمة بغداد (145 حالة في الرصافة، 39 حالة في مدينة الطب، و 166 حالة في الكرخ)، 25 حالة في البصرة، 12 حالة في النجف، 28 حالة في السليمانية، واحدة في أربيل، ستة في دهوك، 31 حالة في كربلاء، خمسة في ديالى، تسعة في بابل، 34 حالة في ميسان، ثمانية في المثنى، وواحدة في نينوى. وسجلت 20 حالة وفاة، 15 حالة في بغداد (12 حالة في الرصافة، واحدة في مدينة الطب، واثنان في الكرخ)، اثنان في بابل، اثنان في واسط، وواحدة في المثنى. وبهذا يصبح مجموع الاصابات 7,387 حالة، والوفيات 235 وفاة، والشفاء 3,508 حالة.
- 3 حزيران: أعلنت وزارة الصحة عن تسجيل 781 حالة جديدة بعد فحص 8,585 نموذج خلال الـ24 ساعة الماضية، 437 حالة في العاصمة بغداد (262 حالة في الرصافة، 66 حالة في مدينة الطب، و 109 حالة في الكرخ)، 41 حالة في البصرة، 19 حالة في النجف، 46 حالة في السليمانية، ستة في أربيل، 52 حالة في دهوك، 11 حالة في كربلاء، 35 حالة في كركوك، ثمانية في ديالى، 33 حالة في بابل، 35 حالة في ميسان، سبعة في الديوانية، 28 حالة في ذي قار، 18 حالة في المثنى، وخمسة في الانبار. وسجلت 21 حالة وفاة، عشرة في بغداد (سبعة في الرصافة، واحدة في مدينة الطب، واثنان في الكرخ)، خمسة في السليمانية، اثنان في اربيل، واحدة في بابل، واحدة في البصرة، واحدة في ميسان، وواحدة في المثنى. وبهذا يصبح مجموع الاصابات 8,168 حالة، والوفيات 256 وفاة، والشفاء 4,095 حالة.
- 5 حزيران: أعلنت وزارة الصحة عن تسجيل 1,006 حالة جديدة بعد فحص 9,642 نموذج خلال الـ24 ساعة الماضية، 528 حالة في العاصمة بغداد (274 حالة في الرصافة، 115 حالة في مدينة الطب، و 139 حالة في الكرخ)، 96 حالة في البصرة، 21 حالة في النجف، 87 حالة في السليمانية، 12 حالة في أربيل، ستة في دهوك، 31 حالة في كربلاء، 42 حالة في واسط، 28 حالة في كركوك، ثلاثة في ديالى، 48 حالة في بابل، 11 حالة في ميسان، 24 حالة في الديوانية، 50 حالة في ذي قار، 13 حالة في المثنى، واحدة في نينوى، وخمسة في صلاح الدين. وسجلت 14 حالة وفاة، 10 حالة في بغداد (أربعة في الرصافة، أربعة في مدينة الطب، واثنان في الكرخ)، واحدة في البصرة، اثنان في ديالى، واحدة في المثنى. وبهذا يصبح مجموع الاصابات 9,846 حالة، والوفيات 285 وفاة، والشفاء 4,573 حالة.
- 6 حزيران: أعلنت وزارة الصحة عن تسجيل 1,252 حالة جديدة بعد فحص 12,543 نموذج خلال الـ24 ساعة الماضية، 665 حالة في العاصمة بغداد (498 حالة في الرصافة، اثنان في مدينة الطب، و 165 حالة في الكرخ)، 149 حالة في البصرة، 47 حالة في النجف، 45 حالة في السليمانية، 29 حالة في أربيل، 34 حالة في كربلاء، 46 حالة في واسط، 13 حالة في كركوك، سبعة في ديالى، وسبعة في بابل، 17 حالة في ميسان، 17 حالة في الديوانية، 81 حالة في ذي قار، 15 حالة في المثنى، اثنان في صلاح الدين، 22 حالة في الانبار. وسجلت 33 حالة وفاة، 19 حالة في بغداد (16 حالة في الرصافة، واحدة في مدينة الطب، واثنان في الكرخ)، اثنان في النجف، اثنان في السليمانية، واحدة في أربيل، واحدة في كربلاء، اثنان في كركوك، اثنان في واسط، واحدة في الديوانية، واحدة في ذي قار، واحدة في الانبار، وواحدة في المثنى. وبهذا يصبح مجموع الاصابات 11,098 حالة، والوفيات 318 وفاة، والشفاء 4,904 حالة.
- 7 حزيران: أعلنت وزارة الصحة عن تسجيل 1,268 حالة جديدة بعد فحص 8,609 نموذج خلال الـ24 ساعة الماضية، 605 حالة في العاصمة بغداد (265 حالة في الرصافة، 66 حالة في مدينة الطب، و 243 حالة في الكرخ)، 121 حالة في البصرة، 28 حالة في النجف، 91 حالة في السليمانية، 39 حالة في أربيل، ثلاثة في دهوك، 28 حالة في كربلاء، 97 حالة في واسط، ثلاثة في كركوك، واحدة في ديالى، 43 حالة في بابل، 39 حالة في ميسان، 40 حالة في الديوانية، 68 حالة في ذي قار، 12 حالة في المثنى، 25 حالة في صلاح الدين، 22 حالة في الانبار، ثلاثة في نينوى. وسجلت 28 حالة وفاة، 16 حالة في بغداد (تسعة في الرصافة، اثنان في مدينة الطب، وخمسة في الكرخ)، واحدة في النجف، خمسة في السليمانية، واحدة في كركوك، واحدة في واسط، واحدة في الديوانية، واحدة في البصرة، واحدة في ميسان، وواحدة في بابل. وبهذا يصبح مجموع الاصابات 12,366 حالة، والوفيات 346 وفاة، والشفاء 5,186 حالة.
- 8 حزيران: أعلنت وزارة الصحة عن تسجيل 1,115 حالة جديدة بعد فحص 8,927 نموذج خلال الـ24 ساعة الماضية، 535 حالة في العاصمة بغداد (232 حالة في الرصافة، 110 حالة في مدينة الطب، و 193 حالة في الكرخ)، 55 حالة في البصرة، 50 حالة في النجف، 85 حالة في السليمانية، 15 حالة في أربيل، اثنان في دهوك، 47 حالة في كربلاء، 107 حالة في واسط، 13 حالة في كركوك، 31 حالة في بابل، 82 حالة في ميسان، ثلاثة في الديوانية، 38 حالة في ذي قار، 13 حالة في المثنى، 17 حالة في صلاح الدين، أربعة في نينوى. وسجلت 24 حالة وفاة، 11 حالة في بغداد (تسعة في الرصافة، اثنان في الكرخ)، اثنان في السليمانية، واحدة في كركوك، ثلاثة في كربلاء، واحدة في واسط، ثلاثة في ديالى، واحدة في البصرة، واحدة في بابل، وواحدة في ذي قار. وبهذا يصبح مجموع الاصابات 13,481 حالة، والوفيات 370 وفاة، والشفاء 5,572 حالة.
- 10 حزيران: أعلنت وزارة الصحة عن تسجيل 1,146 حالة جديدة بعد فحص 7,835 نموذج خلال الـ24 ساعة الماضية، 482 حالة في العاصمة بغداد (219 حالة في الرصافة، 114 حالة في مدينة الطب، و 149 حالة في الكرخ)، 62 حالة في البصرة، 101 حالة في النجف، 113 حالة في السليمانية، 60 حالة في أربيل، اثنان في دهوك، 24 حالة في كربلاء، 37 حالة في واسط، 17 حالة في كركوك، 14 حالة في ديالى، 73 حالة في بابل، 34 حالة في ميسان، 99 حالة في ذي قار، سبعة في المثنى، 11 حالة في صلاح الدين، ستة في الانبار، أربعة في نينوى. وسجلت 34 حالة وفاة، 26 حالة في بغداد (16 حالة في الرصافة، ثلاثة في مدينة الطب، سبعة في الكرخ)، اثنان في السليمانية، واحدة في كربلاء، واحدة في ديالى، ثلاثة في واسط، واحدة في المثنى. وبهذا يصبح مجموع الاصابات 15,414 حالة، والوفيات 426 وفاة، والشفاء 6,214 حالة.
- 13 حزيران: أعلنت وزارة الصحة عن تسجيل 1,180 حالة جديدة بعد فحص 10,325 نموذج خلال الـ24 ساعة الماضية، 497 حالة في العاصمة بغداد (142 حالة في الرصافة، 109 حالة في مدينة الطب، و 246 حالة في الكرخ)، 138 حالة في واسط، 102 حالة في ميسان، 82 حالة في السليمانية، 68 حالة في ذي قار، 49 حالة في النجف، 47 حالة في كركوك، 43 حالة في كربلاء، 39 حالة في ديالى، 38 حالة في البصرة، 24 حالة في الديوانية، 20 حالة في أربيل، 16 حالة في صلاح الدين، 14 حالة في دهوك، ثلاثة في نينوى. وسجلت 53 حالة وفاة، 29 حالة في بغداد (16 حالة في الرصافة، ستة في مدينة الطب، سبعة في الكرخ)، أربعة في ديالى، ثلاثة في السليمانية، ثلاثة في واسط، ثلاثة في ميسان، ثلاثة في بابل، اثنان في البصرة، اثنان في ذي قار، اثنان في الانبار، واحدة في كربلاء، واحدة في المثنى. وبهذا يصبح مجموع الاصابات 18,950 حالة، والوفيات 549 وفاة، والشفاء 7,515 حالة.
- 14 حزيران: أعلنت وزارة الصحة عن تسجيل 1,259 حالة جديدة بعد فحص 9,920 نموذج خلال الـ24 ساعة الماضية، 587 حالة في العاصمة بغداد (163 حالة في الرصافة، 51 حالة في مدينة الطب، و 373 حالة في الكرخ)، 122 حالة في ذي قار، 81 حالة في النجف، 79 حالة في ميسان، 69 حالة في كركوك، 51 حالة في البصرة، 51 حالة في السليمانية، 39 حالة في واسط، 38 حالة في كربلاء، 36 حالة في أربيل، 32 حالة في ديالى، 29 حالة في الانبار، 12 حالة في صلاح الدين، عشرة في بابل، تسعة في دهوك، تسعة في الديوانية، أربعة في نينوى، واحدة في المثنى. وسجلت 58 حالة وفاة، 35 حالة في بغداد (22 حالة في الرصافة، ثلاثة في مدينة الطب، أربعة في الكرخ)، سبعة في ميسان، أربعة في السليمانية، ثلاثة في البصرة، ثلاثة في واسط، ثلاثة في ذي قار، ثلاثة في الديوانية، اثنان في كركوك، واحدة في بابل، واحدة في الانبار، واحدة في المثنى، واحدة في صلاح الدين. وبهذا يصبح مجموع الاصابات 20,209 حالة، والوفيات 607 وفاة، والشفاء 8,121 حالة.
- 15 حزيران: أعلنت وزارة الصحة عن تسجيل 1,106 حالة جديدة بعد فحص 10,135 نموذج خلال الـ24 ساعة الماضية، 587 حالة في العاصمة بغداد (72 حالة في الرصافة، 77 حالة في مدينة الطب، و 225 حالة في الكرخ)، 169 حالة في السليمانية، 103 حالة في ذي قار، 82 حالة النجف، 73 حالة في ميسان، 70 حالة في البصرة، 44 حالة في ديالى، 42 حالة في الانبار، 37 حالة في أربيل، 30 حالة في واسط، 28 حالة في كركوك، 27 حالة في كربلاء، 23 حالة في بابل، أربعة في نينوى. وسجلت 45 حالة وفاة، 16 حالة في بغداد (عشرة في الرصافة، ثلاثة في مدينة الطب، ثلاثة في الكرخ)، خمسة في ديالى، ثلاثة في السليمانية، ثلاثة في كركوك، ثلاثة في واسط، ثلاثة في ميسان، ثلاثة في الديوانية، اثنان في النجف، اثنان في اربيل، اثنان في البصرة، اثنان في ذي قار، واحدة في المثنى. وبهذا يصبح مجموع الاصابات 21,315 حالة، والوفيات 652 وفاة، والشفاء 9,271 حالة.
- 16 حزيران: أعلنت وزارة الصحة عن تسجيل 1,385 حالة جديدة بعد فحص 10,330 نموذج خلال الـ24 ساعة الماضية، 587 حالة في العاصمة بغداد (71 حالة في الرصافة، 72 حالة في مدينة الطب، و 465 حالة في الكرخ)، 132 حالة في السليمانية، 109 حالة في ذي قار، 100 حالة في ميسان، 76 حالة في البصرة، 62 حالة في ديالى، 60 حالة في بابل، 56 حالة في واسط، 40 حالة في كربلاء، 35 حالة في كركوك، 35 حالة في النجف، 32 حالة في أربيل، 19 حالة في الديوانية، 11 حالة في نينوى، ستة في الانبار، اثنان في دهوك، اثنان في المثنى. وسجلت 60 حالة وفاة، 25 حالة في بغداد (18 حالة في الرصافة، اثنان في مدينة الطب، خمسة في الكرخ)، 12 حالة في ذي قار، ستة في السليمانية، خمسة في واسط، أربعة في النجف، اثنان في كركوك، اثنان في ديالى، واحدة في اربيل، واحدة في البصرة، واحدة في ميسان، واحدة في بابل. وبهذا يصبح مجموع الاصابات 22,700 حالة، والوفيات 712 وفاة، والشفاء 9,862 حالة.
- 17 حزيران: أعلنت وزارة الصحة عن تسجيل 1,554 حالة جديدة بعد فحص 13,053 نموذج خلال الـ24 ساعة الماضية، 568 حالة في العاصمة بغداد (192 حالة في الرصافة، 89 حالة في مدينة الطب، و 287 حالة في الكرخ)، 152 حالة في السليمانية، 140 حالة في ميسان، 115 حالة في الديوانية، 94 حالة في واسط، 78 حالة في الانبار، 76 حالة في ذي قار، 68 حالة في كربلاء، 64 حالة في النجف، 63 حالة في ديالى، 45 حالة في بابل، 43 حالة في كركوك، 30 حالة في اربيل، ثمانية في نينوى، ستة في المثنى، أربعة في البصرة. وسجلت 61 حالة وفاة، 27 حالة في بغداد (15 حالة في الرصافة، اثنان في مدينة الطب، عشرة في الكرخ)، سبعة في كربلاء، خمسة في السليمانية، خمسة في الانبار، أربعة في الديوانية، أربعة في ذي قار، اثنان في النجف، اثنان في ديالى، اثنان في ميسان، واحدة في كركوك، واحدة في واسط، واحدة في المثنى. وبهذا يصبح مجموع الاصابات 24,254 حالة، والوفيات 773 وفاة، والشفاء 10,770 حالة.
- 18 حزيران: أعلنت وزارة الصحة عن تسجيل 1,463 حالة جديدة بعد فحص 10,578 نموذج خلال الـ24 ساعة الماضية، 568 حالة في العاصمة بغداد (81 حالة في الرصافة، 270 حالة في مدينة الطب، و 164 حالة في الكرخ)، 136 حالة في السليمانية، 134 حالة في ميسان، 118 حالة في واسط، 109 حالة في النجف، 101 حالة في البصرة، 69 حالة في الديوانية، 52 حالة في كركوك، 52 حالة في بابل، 44 حالة في كربلاء، 40 حالة في ديالى، 29 حالة في اربيل، 20 حالة في ذي قار، 19 حالة في نينوى، 17 حالة في الانبار، سبعة في صلاح الدين، وواحدة في دهوك. وسجلت 83 حالة وفاة، 34 حالة في بغداد (15 حالة في الرصافة، ثمانية في مدينة الطب، 11 حالة في الكرخ)، 11 حالة في السليمانية، ستة في واسط، ستة في ذي قار، خمسة في اربيل، أربعة في بابل، أربعة في كربلاء، ثلاثة في ميسان، اثنان في ديالى، اثنان في النجف، واحدة في كركوك، واحدة في البصرة، واحدة في الديوانية، واحدة في المثنى، واحدة في الانبار، واحدة في صلاح الدين. وبهذا يصبح مجموع الاصابات 25,717 حالة، والوفيات 856 وفاة، والشفاء 11,333 حالة.
- 19 حزيران: أعلنت وزارة الصحة عن تسجيل 1,635 حالة جديدة بعد فحص 11,226 نموذج خلال الـ24 ساعة الماضية، 517 حالة في العاصمة بغداد (302 حالة في الرصافة، 38 حالة في مدينة الطب، و 177 حالة في الكرخ)، 173 حالة في السليمانية، 154 حالة في بابل، 110 حالة في ميسان، 103 حالة في واسط، 97 حالة في البصرة، 75 حالة في النجف، 67 حالة في كربلاء، 67 حالة في كركوك، 64 حالة في الديوانية، 63 حالة في ذي قار، 47 حالة في اربيل، 44 حالة في ديالى، 27 حالة في الانبار، 15 حالة في صلاح الدين، ثمانية في نينوى، واربعة في دهوك. وسجلت 69 حالة وفاة، 30 حالة في بغداد (15 حالة في الرصافة، تسعة في مدينة الطب، ستة في الكرخ)، سبعة في السليمانية، سبعة في الديوانية، أربعة في كركوك، أربعة في البصرة، أربعة في ذي قار، ثلاثة في واسط، اثنان في النجف، اثنان في ديالى، اثنان في بابل، واحدة في كربلاء، واحدة في ميسان، واحدة في الانبار، واحدة في صلاح الدين. وبهذا يصبح مجموع الاصابات 27,352 حالة، والوفيات 925 وفاة، والشفاء 12,205 حالة.
- 20 حزيران: أعلنت وزارة الصحة عن تسجيل 1,870 حالة جديدة بعد فحص 10,022 نموذج خلال الـ24 ساعة الماضية، 675 حالة في العاصمة بغداد (332 حالة في الرصافة، 34 حالة في مدينة الطب، و 309 حالة في الكرخ)، 185 حالة في السليمانية، 152 حالة في البصرة، 146 حالة في واسط، 100 حالة في كربلاء، 81 حالة في الديوانية، 77 حالة في النجف، 63 حالة في ديالى، 62 حالة في ميسان، 58 حالة في كركوك، 56 حالة في صلاح الدين، 54 حالة في بابل، 48 حالة في ذي قار، 40 حالة في اربيل، 34 حالة في الانبار، 26 حالة في المثنى، عشرة في نينوى، وثلاثة في دهوك. وسجلت 88 حالة وفاة، 28 حالة في بغداد (20 حالة في الرصافة، ثمانية في الكرخ)، 20 حالة في ذي قار، تسعة في ميسان، ستة في السليمانية، خمسة في ديالى، ثلاثة في كركوك، ثلاثة في كربلاء، ثلاثة في البصرة، اثنان في النجف، اثنان في واسط، اثنان في بابل، اثنان في المثنى، اثنان في صلاح الدين. وبهذا يصبح مجموع الاصابات 29,222 حالة، والوفيات 1,013 وفاة، والشفاء 13,211 حالة.
- 21 حزيران: أعلنت وزارة الصحة عن تسجيل 1,646 حالة جديدة بعد فحص 10,027 نموذج خلال الـ24 ساعة الماضية، 675 حالة في العاصمة بغداد (236 حالة في الرصافة، 16 حالة في مدينة الطب، و 127 حالة في الكرخ)، 245 حالة في السليمانية، 209 حالة في واسط، 164 حالة في ذي قار، 114 حالة في الديوانية، 106 حالة في ميسان، 95 حالة في ديالى، 83 حالة في النجف، 83 حالة في البصرة، 49 حالة في كركوك، 44 حالة في كربلاء، 28 حالة في الانبار، 19 حالة في أربيل، 11 حالة في بابل، 11 حالة في نينوى، أربعة في صلاح الدين، اثنان في دهوك. وسجلت 87 حالة وفاة، 41 حالة في بغداد (31 حالة في الرصافة، عشرة في الكرخ)، 15 حالة في ذي قار، ثمانية في السليمانية، ستة في واسط، أربعة في البصرة، أربعة في الديوانية، اثنان في النجف، اثنان في كربلاء، اثنان في ميسان، واحدة في اربيل، واحدة في ديالى، واحدة في صلاح الدين. وبهذا يصبح مجموع الاصابات 30,868 حالة، والوفيات 1,100 وفاة، والشفاء 13,935 حالة.
- 22 حزيران: أعلنت وزارة الصحة عن تسجيل 1,808 حالة جديدة بعد فحص 10,075 نموذج خلال الـ24 ساعة الماضية، 552 حالة في العاصمة بغداد (125 حالة في الرصافة، سبعة في مدينة الطب، و 320 حالة في الكرخ)، 257 حالة في السليمانية، 231 حالة في ذي قار، 148 حالة في ميسان، 115 حالة في الديوانية، 114 حالة في البصرة، 91 حالة في واسط، 82 حالة في كربلاء، 67 حالة في النجف، 63 حالة في أربيل، 42 حالة في ديالى، 40 حالة في بابل، 39 حالة في كركوك، 21 حالة في المثنى، 18 حالة في الانبار، 11 حالة في نينوى، 11 حالة في صلاح الدين، ستة في دهوك. وسجلت 67 حالة وفاة، 29 حالة في بغداد (17 حالة في الرصافة، ثمانية في مدينة الطب، أربعة في الكرخ)، 11 حالة في السليمانية، ثمانية في ذي قار، ستة في ميسان، ثلاثة في بابل، اثنان في ديالى، اثنان في كركوك، واحدة في واسط، واحدة في البصرة، واحدة في الديوانية، واحدة في النجف، واحدة في اربيل، واحدة في صلاح الدين. وبهذا يصبح مجموع الاصابات 32,676 حالة، والوفيات 1,167 وفاة، والشفاء 14,785 حالة.
- 23 حزيران: أعلنت وزارة الصحة عن تسجيل 1,826 حالة جديدة بعد فحص 10,672 نموذج خلال الـ24 ساعة الماضية، 516 حالة في العاصمة بغداد (169 حالة في الرصافة، 15 حالة في مدينة الطب، و 402 حالة في الكرخ)، 262 حالة في السليمانية، 225 حالة في ذي قار، 138 حالة في البصرة، 125 حالة في الديوانية، 105 حالة في ميسان، 76 حالة في النجف، 54 حالة في كربلاء، 50 حالة في كركوك، 45 حالة في بابل، 39 حالة في ديالى، 38 حالة في واسط، 34 حالة في أربيل، 26 حالة في صلاح الدين، 15 حالة في الأنبار، خمسة في نينوى، ثلاثة في دهوك. وسجلت 84 حالة وفاة، 37 حالة في بغداد (23 حالة في الرصافة، واحدة في مدينة الطب، 13 حالة في الكرخ)، ثمانية في ذي قار، ستة في الديوانية، خمسة في السليمانية، أربعة في كركوك، ثلاثة في اربيل، ثلاثة في كربلاء، ثلاثة في ديالى، ثلاثة في واسط، ثلاثة في البصرة، اثنان في النجف، اثنان في ميسان، اثنان في الأنبار، اثنان في صلاح الدين، واحدة في بابل. وبهذا يصبح مجموع الاصابات 34,502 حالة، والوفيات 1,251 وفاة، والشفاء 15,753 حالة.
- 24 حزيران: أعلنت وزارة الصحة عن تسجيل 2,200 حالة جديدة بعد فحص 11,445 نموذج خلال الـ24 ساعة الماضية، 556 حالة في العاصمة بغداد (177 حالة في الرصافة، ثمانية في مدينة الطب، و 371 حالة في الكرخ)، 242 حالة في البصرة، 229 حالة في السليمانية، 189 حالة في واسط، 136 حالة في ذي قار، 136 حالة في ميسان، 123 حالة في كركوك، 96 حالة في النجف، 89 حالة في ديالى، 86 حالة في بابل، 81 حالة في الديوانية، 70 حالة في أربيل، 55 حالة في كربلاء، 40 حالة في نينوى، 30 حالة في المثنى، 28 حالة في صلاح الدين، 14 حالة في الأنبار. وسجلت 79 حالة وفاة، 24 حالة في بغداد (13 حالة في الرصافة، ثلاثة في مدينة الطب، ثمانية في الكرخ)، 16 حالة في ذي قار، تسعة في السليمانية، ستة في ميسان، أربعة في كربلاء، ثلاثة في ديالى، ثلاثة في واسط، ثلاثة في البصرة، اثنان في النجف، اثنان في الديوانية، اثنان في اربيل، اثنان في الأنبار، اثنان في صلاح الدين، اثنان في بابل، واحدة في كركوك. وبهذا يصبح مجموع الاصابات 36,702 حالة، والوفيات 1,330 وفاة، والشفاء 16,814 حالة.
- 25 حزيران: أعلنت وزارة الصحة عن تسجيل 2,437 حالة جديدة بعد فحص 11,370 نموذج خلال الـ24 ساعة الماضية، 627 حالة في العاصمة بغداد (239 حالة في الرصافة، 23 حالة في مدينة الطب، و 365 حالة في الكرخ)، 276 حالة في البصرة، 262 حالة في ذي قار، 228 حالة في الديوانية، 220 حالة في واسط، 173 حالة في السليمانية، 162 حالة في ميسان، 113 حالة في كربلاء، 81 حالة في ديالى، 70 حالة في بابل، 60 حالة في كركوك، 60 حالة في النجف، 41 حالة في أربيل، 20 حالة في المثنى، 17 حالة في صلاح الدين، 14 حالة في نينوى، 11 حالة في الأنبار، اثنان في دهوك. وسجلت 107 حالة وفاة، 45 حالة في بغداد (25 حالة في الرصافة، ستة في مدينة الطب، 14 حالة في الكرخ)، 15 حالة في ميسان، 11 حالة في ذي قار، ثمانية في ديالى، ستة في البصرة، أربعة في السليمانية، أربعة في كربلاء، أربعة في النجف، ثلاثة في كركوك، اثنان في واسط، اثنان في المثنى، اثنان في نينوى، واحدة في الديوانية. وبهذا يصبح مجموع الاصابات 39,139 حالة، والوفيات 1,437 وفاة، والشفاء 18,051 حالة.
- 26 حزيران: أعلنت وزارة الصحة عن تسجيل 2,054 حالة جديدة بعد فحص 11,920 نموذج خلال الـ24 ساعة الماضية، 631 حالة في العاصمة بغداد (362 حالة في الرصافة، 62 حالة في مدينة الطب، و 207 حالة في الكرخ)، 215 حالة في ميسان، 163 حالة في واسط، 162 حالة في السليمانية، 140 حالة في الديوانية، 117 حالة في ذي قار، 112 حالة في النجف، 110 حالة في البصرة، 77 حالة في بابل، 72 حالة في صلاح الدين، 67 حالة في كربلاء، 61 حالة في كركوك، 56 حالة في ديالى، 30 حالة في أربيل، 23 حالة في المثنى، ثمانية في الأنبار، سبعة في نينوى، ثلاثة في دهوك. وسجلت 122 حالة وفاة، 42 حالة في بغداد (25 حالة في الرصافة، سبعة في مدينة الطب، عشرة في الكرخ)، 15 حالة في السليمانية، 11 حالة في ذي قار، ثمانية في كركوك، ثمانية في ديالى، ثمانية في البصرة، سبعة في الديوانية، خمسة في كربلاء، خمسة في واسط، أربعة في ميسان، ثلاثة في النجف، اثنان في بابل، اثنان في صلاح الدين، واحدة في اربيل، واحدة في المثنى. وبهذا يصبح مجموع الاصابات 41,193 حالة، والوفيات 1,559 وفاة، والشفاء 18,859 حالة.
- 28 حزيران: أعلنت وزارة الصحة عن تسجيل 2,140 حالة جديدة بعد فحص 10,595 نموذج خلال الـ24 ساعة الماضية، 574 حالة في العاصمة بغداد (224 حالة في الرصافة، 157 حالة في مدينة الطب، و 193 حالة في الكرخ)، 289 حالة في السليمانية، 282 حالة في ذي قار، 221 حالة في البصرة، 108 حالة في النجف، 105 حالة في ميسان، 104 حالة في بابل، 103 حالة في ديالى، 86 حالة في الديوانية، 76 حالة في واسط، 65 حالة في كربلاء، 56 حالة في أربيل، 29 حالة في كركوك، 15 حالة في الأنبار، 11 حالة في المثنى، تسعة في نينوى، أربعة في صلاح الدين، ثلاثة في دهوك. وسجلت 96 حالة وفاة، 33 حالة في بغداد (19 حالة في الرصافة، سبعة في مدينة الطب، سبعة في الكرخ)، 17 حالة في السليمانية، 16 حالة في ذي قار، ثمانية في البصرة، خمسة في ميسان، أربعة في كركوك، أربعة في الديوانية، ثلاثة في ديالى، اثنان في كربلاء، واحدة في اربيل، واحدة في واسط، واحدة في الأنبار، واحدة في نينوى. وبهذا يصبح مجموع الاصابات 45,402 حالة، والوفيات 1,756 وفاة، والشفاء 21,122 حالة.
- 29 حزيران: أعلنت وزارة الصحة عن تسجيل 1,749 حالة جديدة بعد فحص 11,172 نموذج خلال الـ24 ساعة الماضية، 427 حالة منها في العاصمة بغداد (241 حالة في الرصافة، حالتان في مدينة الطب، و184 حالة في الكرخ)، 218 حالة في البصرة، 200 حالة في ذي قار، 138 حالة في الديوانية، 124 حالة في ميسان، 95 حالة في السليمانية، 87 حالة في النجف، 84 حالة في كربلاء، 82 حالة في بابل، 67 حالة في ديالى، 56 حالة في واسط، 50 حالة في كركوك، 50 حالة في صلاح الدين، 40 حالة في أربيل، 20 حالة في المثنى، 12 حالة في نينوى، خمسة حالات في الأنبار، أربعة حالات في دهوك. وسجلت 83 حالة وفاة، 33 حالة في بغداد (19 حالة في الرصافة، وستة حالات في مدينة الطب، وثمانية في الكرخ)، سبعة في ديالى، ستة في البصرة، ستة في ميسان، خمسة في واسط، أربعة في السليمانية، أربعة في ذي قار، ثلاثة في كربلاء، ثلاثة في كركوك، ثلاثة في بابل، ثلاثة في صلاح الدين، اثنان في أربيل، واحدة في النجف، واحدة في الديوانية، واحدة في الأنبار، واحدة في المثنى. وبهذا يصبح مجموع الاصابات 47,151 حالة، والوفيات 1,839 وفاة، والشفاء 22,974 حالة.

### تموز
- 1 تموز: أعلنت وزارة الصحة عن تسجيل 2,415 حالة جديدة بعد فحص 11,378 نموذج خلال الـ24 ساعة الماضية، 618 حالة منها في العاصمة بغداد (341 حالة في الرصافة، 42 حالة في مدينة الطب، و235 حالة في الكرخ)، النجف 165، السليمانية 181، أربيل 58، دهوك 1، كربلاء 115، كركوك 75، ديالى 68، واسط 123، بابل 131، البصرة 173، ميسان 93، الديوانية 185، ذي قار 252، الأنبار 8، نينوى 20، صلاح الدين 38، المثنى 111. وسجلت 107 حالة وفاة، 36 حالة في بغداد (19 حالة في الرصافة، واربعة في مدينة الطب، و13 في الكرخ)، النجف 1، السليمانية 7، كربلاء 3، كركوك 4، ديالى 4، واسط 7، البصرة 9، ميسان 7، بابل 5، الديوانية 2، ذي قار 16، المثنى 1، صلاح الدين 5. وبهذا يصبح مجموع الاصابات 51,524 حالة، والوفيات 2,050 وفاة، والشفاء 26,267 حالة.
- 3 تموز: أعلنت وزارة الصحة عن تسجيل 2,312 حالة جديدة بعد فحص 12,176 نموذج خلال الـ24 ساعة الماضية، 766 حالة منها في العاصمة بغداد (485 حالة في الرصافة، 40 حالة في مدينة الطب، و241 حالة في الكرخ)، النجف 96، السليمانية 177، أربيل 73، دهوك 4، كربلاء 122، كركوك 76، ديالى 31، واسط 92، بابل 195، البصرة 221، ميسان 110، الديوانية 92، ذي قار 118، الأنبار 6، صلاح الدين 85، المثنى 48. وسجلت 102 حالة وفاة، 28 حالة في بغداد (15 حالة في الرصافة، و13 في الكرخ)، النجف 1، السليمانية 8، أربيل 2، كربلاء 4، كركوك 6، ديالى 3، واسط 5، البصرة 9، ميسان 9، بابل 5، ذي قار 15، الأنبار 2، المثنى 1، صلاح الدين 4. وبهذا يصبح مجموع الاصابات 56,020 حالة، والوفيات 2,262 وفاة، والشفاء 29,600 حالة.
- 4 تموز: أعلنت وزارة الصحة عن تسجيل 2,334 حالة جديدة بعد فحص 9,516 نموذج خلال الـ24 ساعة الماضية، 794 حالة منها في العاصمة بغداد (357 حالة في الرصافة، 44 حالة في مدينة الطب، و393 حالة في الكرخ)، النجف 247، السليمانية 143، أربيل 39، دهوك 5، كربلاء 114، كركوك 61، ديالى 28، واسط 221، بابل 78، البصرة 110، ميسان 105، الديوانية 127، ذي قار 132، الأنبار 7، صلاح الدين 98، المثنى 25. وسجلت 106 حالة وفاة، 30 حالة في بغداد (14 حالة في الرصافة، خمسة في مدينة الطب، و11 في الكرخ)، النجف 4، السليمانية 8، كربلاء 2، كركوك 7، ديالى 3، واسط 4، البصرة 10، ميسان 3، بابل 1، الديوانية 7، ذي قار 22، المثنى 1، صلاح الدين 4. وبهذا يصبح مجموع الاصابات 58,354 حالة، والوفيات 2,368 وفاة، والشفاء 31,077 حالة.

### أيلول
- 1 أيلول: أُعلن عن وفاة 81 مصاباً بفيروس كورونا في العراق، وبلغ عدد الإصابات في ذاك اليوم 3404، فأصبح مجموع المصابين 238338، وبلغ مجموع الوفيات 7123 ومجموع المتعافين 180473.[81]
- 2 أيلول: أعلنت دائرة صحة بغداد الرصافة عن 414 إصابة وتعافي 542، ووفاة 3، فأصبح مجموع الإصابات في الرصافة 31073، توفي منهم 1141، وتعافى منهم 26416.[82]
- 4 أيلول: أعلنت وزارة الصحة عن 5036 إصابة، و84 وفاةً، فبلغَ إجمالي الإصابات في البلد 252075 إصابة، و7359 وفاةً، والمتعافين 26905، و4398 حالة ما زالت تُعالج، وأرجعت الوزارة سبب الزيادة إلى التجمعات الكبيرة التي حدث مؤخراً في مناسبة عاشوراء، بدون الالتزام بوسائل الوقاية، كالتباعد الجسدي، ولبس الكمامات، وخشيتْ من فقدان السيطرة إن استمرّ التصاعد المتوقع للإصابات.[83][84]
- 14 أيلول: أعلنتْ وزارة الصحة أن عدد الفحوصات المختبرية: 23989، ليصبح عدد الفحوصات الكلي: 1926390، وسُجّلتْ 4169 إصابة جديدة، وشفاء 4427 حالة و72 حالة وفاة، فبلغتْ عدد حالات الشفاء الكلي: 229132 (77.8%)، اما عدد الاصابات الكلي: 294478، وعدد الحالات التي تحت العلاج: 57260، والحالات الراقدة تحت العناية المركزة: 539، وحالات الوفيات الكلي: 8086.[85]
- 15 أيلول: أعلنت وزارة الصحة عن تسجيل 4224 إصابة جديدة و80 حالة وفاة وشفاء 4214 حالة، وقالت إن حالات الشفاء الكلي: 233346 (78.1%)، وعدد الإصابات الكلي: 298702، وعدد الحالات التي تحت العلاج: 57190، وعدد الحالات التي تحت العناية المركزة: 570، وحالات الوفيات الكلي: 8166.[86]
- 20 أيلول: أعلنت دائرة صحة الرصافة عن إصابة 411 في صوب الرصافة، فأصبح العدد التراكمي للإصابات 38303 توفي منهم 1230، واكتسب الشفاء 33659 وتبقى قيد العلاج 4644.[87]
- 29 أيلول: أعلنت دائرة صحة الرصافة عن إصابة 678 في الرصافة.[88]

## إجراءات الحكومة
بعد تسجيل أول أصابة في النجف أعلنت المديرية العامة للتربية في محافظة النجف عن تعطيل الدوام الرسمي في مدارس المحافظة كافة حتى إشعار آخر. كما أعلنت دائرة صحة المثنى عن تخصيص 500 مليون دينار لشراء مستلزمات طبية وتمويل الخطة الخاصة بمكافحة فيروس كورونا في المحافظة. وفي 25 شباط عطل الدوام الرسمي في جميع مدارس المحافظات العراقية. وتوقفت جميع الرحلات السياحية في محافظات الشمال (أربيل والسليمانية ودهوك) مؤقتاً من قبل الهيئة العامة للسياحة. وفي 26 شباط قررت خلية الأزمة غلق جميع دور السينما والنوادي والمقاهي والمنتديات لمدة 10 أيام وتعطيل الدوام في المؤسسات التربوية والجامعات لمدة 10 أيام. وفي 5 آذار قررت العتبة الحسينية إلغاء إقامة صلاة الجمعة في مدينة كربلاء بسبب تفشي فيروس كورونا. وقررت خلية الأزمة منع التنقل بين المحافظات من 15 آذار حتى 25 آذار بأستثناء الحالات الطارئة والتبادل التجاري وتنقل الموظفين. وقررت خلية الأزمة فرض حظرا للتجوال في بغداد من مساء يوم 17 آذار ولغاية مساء يوم 24 آذار، وايقاف الداوم الرسمي في جميع الوزارات والمؤسسات الحكومية وغير الحكومية ويستثنى من ذلك الأجهزة الأمنية والخدمية والصحية ووسائل الاعلام والحركة التجارية طيلة فترة حظر التجول. وخول المحافظين فرض حظر التجول في محافظاتهم، وتعليق الرحلات الجوية من يوم 17 آذار وحتى 24 آذار. وفي 22 آذار قامت خلية الازمة بتمديد حظر التجوال والعطلة في البلاد لغاية 28 آذار للحد من تفشي الفيروس، وتعليق الجباية وتسديد القروض نظرا للظروف الراهنة. كما أعلنت دائرة صحة ذي قار عن تخصيص مليار دينار لمواجهة فيروس كورونا في المحافظة. وفي يوم 26 آذار قامت خلية الازمة بتمديد حظر التجوال في العراق حتى يوم 11 نيسان. وفي يوم 7 نيسان قامت خلية الازمة بتمديد حظر التجوال حتى يوم 19 نيسان. وفي 22 نيسان قررت خلية الازمة رفع الحظر الكلي واستبداله بحظر جزئي يبدأ من الساعة السابعة مساءً حتى السادسة صباحاً، مع عودة عمل دوائر الدولة بنسبة 25-50%.

### حظر التجول
في 13 مارس ، فرضت حكومة إقليم كردستان حظر تجول لمدة يومين في أربيل والسليمانية ، والذي تطور لاحقًا ليصبح إغلاقًا كاملاً لمنطقة حكومة إقليم كردستان بالكامل في 4 أبريل. ويعزى ذلك إلى ارتفاع عدد الحالات المنسوبة إلى تجمعين جنازة. يعني هذا الإغلاق أنه باستثناء عدد قليل من متاجر الأدوية المختارة التي تعمل من خلال التسليم ، سيتم إغلاق جميع المحلات التجارية وحظر الحركة .
بعد الوفاة الأولى في منطقة الشيخ سعد ، محافظة واسط ، تم إغلاق البلدة مؤقتًا بعد وفاة زوجين مسنين من الفيروس في 14 مارس / آذار. وفي 15 مارس / آذار، تم فُرض حظر تجول لمدة ثلاثة أيام في كربلاء.

### التعليم
المقال الرئيسي: تأثير جائحة الفيروس 2019-2020 على التعليم
المدارس الابتدائية والمتوسطة والثانوية كانت في عطلة منتصف المدة منذ 16 فبراير. تم تمديد عطلة منتصف العام الدراسى  مدة أسبوع إضافي ثم أسبوع آخر. في 18 مارس / آذار ، تم إغلاق جميع المدارس والجامعات في بغداد حتى إشعار آخر.

### القيود المفروضة على السفر
المقال الرئيسي: قيود السفر المتعلقة بجائحة فيروس كورونا 20[بحاجة لمصدر]أ
غلق العراق حدوده مع إيران في أواخر فبراير ، ولم يسمح للمواطنين العراقيين بالعودة إلا بعد انتشار الوباء في إيران. بين 8 و 16 مارس / آذار ، تم تعليق التداول مع الكويت. رداً على تفشي المرض في العراق ، قرر الأردن تقييد السفر البري والجوي مع البلاد في 10 مارس / آذار. في 10 مارس قررت الحكومة الإقليمية الكردية إغلاق حدودها مع إيران في الفترة من 16 مارس حتى أبريل على الأقل.
منع العراق المسافرين من ألمانيا وقطر من 13 مارس / آذار في محاولة لمنع المرض من الانتشار. المسافرون من الصين وفرنسا وإيران وإيطاليا واليابان وسنغافورة وإسبانيا وكوريا الجنوبية وتايلاند كانوا أيضًا على قائمة الحظر. في 15 مارس ، أعلنت الحكومة تعليق جميع الرحلات الجوية من وإلى مطار بغداد بين 17 و 24 مارس. كما فرضت الحكومة حظر تجوال في العاصمة بغداد خلال نفس الفترة.

### القضايا والآثار الاجتماعية
المقال الرئيسي: تأثير جائحة الفيروس التاجي 2019-2020 على الدين
في 27 فبراير ، تم إغلاق المدارس والجامعات ودور السينما في بغداد ، وتم حظر التجمعات العامة الكبيرة الأخرى (بما في ذلك التجمعات الدينية الكبرى خلال رجب) في المدن حتى 7 مارس. منع الخوف من العدوى المشيعين من دفن موتاهم في المجتمعات في جميع أنحاء العراق.
تم حظر التجمعات الدينية في 13 مارس / آذار في حكومة إقليم كردستان ، ولكن لم يتم فرضها بشكل صارم حتى 4 أبريل / نيسان ، حيث تم اكتشاف أن تجمع جنازتين في 21 و 23 مارس / آذار كانت مسؤولة عن ثلث جميع الحالات في مدينة أربيل. في نفس اليوم ، وصلت كلمة للحكومة عن تجمع جنازة غير قانوني آخر في قرية داراتو القريبة ، مما أدى إلى اضطرار سكان زريفاني إلى إغلاق القرية نتيجة لذلك.

### القوات الأمريكية
المقال الرئيسي: انسحاب القوات الأمريكية من العراق (2020)
في 20 مارس 2020، أكدت فرقة العمل المشتركة بقيادة الولايات المتحدة - عملية العزم المتأصل أن بعض القوات ستنسحب من العراق بسبب الوباء. في نفس اليوم ، أمرت القيادة المركزية للولايات المتحدة بـ «إيقاف الحركة» لمدة 14 يومًا تمنع أي قوات أمريكية من دخول أو مغادرة العراق وأفغانستان بسبب الوباء. خططت دولة العراق الإسلامية والشام للاستفادة من الفراغ في الصحراء السورية الناجم عن انسحاب القوات الأمريكية المعجل من الفيروس.

### فتح المساجد
في 24 آب 2020، أعلن ديوان الوقف السني في العراق عن التوجيه بإعادة فتح المساجد للصلوات الخمس ما عدا صلاة الجمعة ابتداء من 20 أيلول 2020.

## حالات الإصابة المؤكدة

### بغداد

#### الرصافة
| المنطقة               | الحالات المؤكدة | الوفيات |
| --------------------- | --------------- | ------- |
| مدينة الصدر           | 6421            | 9       |
| الشعب (قضاء)          | 1153            | 11      |
| البلديات              | 868             | 1       |
| الزعفرانية            | 618             | 2       |
| حي الأمين)            | 486             | 2       |
| شارع فلسطين           | 335             | 1       |
| الاعظمية              | 384             | 0       |
| الكرادة               | 274             | 2       |
| بغداد الجديدة         | 377             | 0       |
| العبيدي               | 249             | 0       |
| الطالبية              | 142             | 0       |
| الحسينية              | 347             | 0       |
| ام الكبر والغزلان     | 95              | 0       |
| المشتل                | 110             | 0       |
| حي القاهرة            | 135             | 0       |
| زيونة                 | 162             | 1       |
| المعامل               | 84              | 1       |
| الرشاد                | 75              | 1       |
| حي النصر              | 51              | 1       |
| النهروان              | 185             | 0       |
| حي الغدير             | 63              | 0       |
| السعدون               | 43              | 1       |
| الكفاح                | 73              | 1       |
| الكريعات              | 40              | 0       |
| الصليخ                | 40              | 2       |
| الكمالية              | 26              | 0       |
| المدائن               | 200             | 2       |
| حي الزهراء            | 95              | 0       |
| الكسرة                | 14              | 0       |
| بسماية                | 26              | 0       |
| حي البتول             | 33              | 0       |
| سبع قصور              | 31              | 0       |
| سبع ابكار             | 47              | 0       |
| حي اكد                | 25              | 0       |
| الشماعية              | 21              | 0       |
| الفضيلية              | 19              | 0       |
| باب المعظم            | 9               | 0       |
| الفضل                 | 8               | 0       |
| شيخ عمر               | 9               | 0       |
| بوب الشام             | 14              | 0       |
| النضال                | 18              | 0       |
| حي تونس               | 27              | 0       |
| الجادرية              | 13              | 0       |
| كمب سارة              | 10              | 0       |
| الرستمية              | 4               | 0       |
| الراشدية              | 46              | 0       |
| الباب الشرقي          | 7               | 0       |
| الوزيرية              | 23              | 1       |
| حي الرحمة             | 5               | 0       |
| سعيدة                 | 2               | 0       |
| العلوية               | 1               | 0       |
| دائرة الاصلاح للاكبار | 2               | 0       |
| حي الطف               | 2               | 0       |
| حميدية                | 4               | 0       |
| السباع                | 1               | 0       |
| الصدرية               | 2               | 0       |
| الوثبة                | 3               | 0       |
| حي الثورة             | 3               | 0       |
| حي الخنساء            | 2               | 0       |
| حي الوحدة             | 6               | 0       |
| حي العماري            | 14              | 0       |
| السياحي               | 2               | 0       |
| باب الشيخ             | 19              | 0       |
| الصرافية              | 1               | 0       |
| الدسيم                | 1               | 0       |
| حي الكفاءات           | 5               | 0       |
| الفحامة               | 2               | 0       |
| حي العربي             | 1               | 0       |
| سريدات                | 1               | 0       |
| البتاوين              | 1               | 0       |
| النعيرية              | 9               | 1       |
| حي الامانة            | 11              | 0       |
| معسكر الرشيد          | 3               | 0       |
| جرف النداف            | 1               | 0       |
| حي حطين               | 1               | 0       |
| باب الشرجي            | 1               | 0       |
| شارع الجمهورية        | 1               | 0       |
| شارع الصناعة          | 1               | 0       |
| ساحة الاندلس          | 1               | 0       |
| السريدات              | 1               | 0       |
| الحميدية              | 1               | 0       |
| المجمع النفطي         | 2               | 0       |
| قرية جواد الفياض      | 1               | 0       |
| فندق شيراتون          | 1               | 0       |
| المجموع               | 11,672          | 41      |

#### الكرخ
| المنطقة             | الحالات المؤكدة | الوفيات |
| ------------------- | --------------- | ------- |
| أبو غريب            | 337             | 12      |
| أبو دشير            | 236             | 15      |
| حي الاسكان          | 178             | 8       |
| حي الإعلام          | 284             | 6       |
| البياع              | 440             | 15      |
| البيجية             | 1               | 0       |
| التاجي              | 247             | 3       |
| حي التراث           | 70              | 1       |
| الحارثية            | 48              | 1       |
| مدينة الحرية        | 112             | 26      |
| الخطيب              | 60              | 1       |
| الدورة              | 903             | 45      |
| الدولعي             | 79              | 0       |
| الرحمانية           | 137             | 3       |
| السيدية             | 374             | 13      |
| الشالجية            | 62              | 4       |
| حي الشرطة           | 120             | 7       |
| الشعلة              | 965             | 29      |
| الصالحية            | 53              | 4       |
| الطارمية            | 210             | 8       |
| الطوبجي             | 205             | 6       |
| العامرية            | 206             | 3       |
| العطيفية            | 113             | 2       |
| العلاوي             | 87              | 3       |
| الغزالية            | 484             | 21      |
| القادسية            | 117             | 1       |
| الكاظمية            | 794             | 21      |
| الكرخ               | 118             | 13      |
| المعالف             | 71              | 4       |
| المحمودية           | 460             | 14      |
| المشاهدة            | 14              | 0       |
| الملحانية           | 5               | 0       |
| قرية المكاسب        | 8               | 0       |
| المنصور             | 258             | 5       |
| حي المواصلات        | 37              | 1       |
| النصر والسلام       | 8               | 0       |
| الوشاش              | 17              | 2       |
| اليرموك             | 231             | 3       |
| اليوسفية            | 51              | 4       |
| جكوك                | 130             | 1       |
| حي الجامعة          | 209             | 2       |
| حي الجهاد           | 602             | 11      |
| حي الخضراء          | 75              | 1       |
| حي العامل           | 861             | 16      |
| حي العدل            | 193             | 0       |
| سبع البور           | 11              | 3       |
| السويب              | 13              | 3       |
| شارع حيفا           | 42              | 1       |
| الداوودي            | 14              | 1       |
| حي التشريع          | 12              | 0       |
| حي السلام           | 22              | 1       |
| الجعيفر             | 10              | 6       |
| حي الاساتذة         | 8               | 0       |
| الداودي             | 10              | 0       |
| حي الجوادين         | 13              | 0       |
| المعالف             | 21              | 0       |
| الري                | 5               | 0       |
| الرضوانية           | 4               | 1       |
| كرادة مريم          | 13              | 1       |
| حي الرسالة          | 2               | 1       |
| الشيخ معروف         | 2               | 0       |
| حي حطين             | 2               | 0       |
| سجن العدالة         | 75              | 0       |
| سجن الرحمانية       | 4               | 0       |
| سجن التاجي          | 1               | 0       |
| سجن الكرخ           | 32              | 0       |
| حي الزهور           | 1               | 1       |
| حي التسليم          | 1               | 0       |
| مطار بغداد          | 4               | 1       |
| حي الشهداء          | 4               | 0       |
| الجادرية            | 2               | 0       |
| علي صالح            | 2               | 0       |
| عويريج              | 2               | 2       |
| الكرامة             | 2               | 0       |
| ساحة الشهداء        | 1               | 0       |
| معسكر العدالة       | 2               | 0       |
| دار المسنين والعجزة | 1               | 1       |
| المجموع             | 10,636          | 355     |

### كربلاء
| المنطقة | الحالات المؤكدة |
| ------- | --------------- |
| كربلاء  | 61              |
| الحر    | 15              |
| الهندية | 10              |
| المجموع | 86              |

### أربيل
| المنطقة        | الحالات المؤكدة |
| -------------- | --------------- |
| أربيل          | 99              |
| قضاء خبات      | 29              |
| قضاء سهل أربيل | 12              |
| قضاء سوران     | 12              |
| بياني          | 5               |
| قضاء كويسنجق   | 1               |
| المجموع        | 158             |

### واسط
| المنطقة                | الحالات المؤكدة | الوفاة |
| ---------------------- | --------------- | ------ |
| منطقة العزة (الكوت)    | 18              | 0      |
| منطقة الزهراء (الكوت)  | 4               | 1      |
| حي المعلمين (الكوت)    | 1               | 0      |
| حي الهورة (الكوت)      | 1               | 0      |
| الحكيم الثانية (الكوت) | 1               | 0      |
| ناحية شيخ سعد          | 3               | 1      |
| قضاء الصويرة           | 4               | 0      |
| ناحية التنمية          | 2               | 0      |
| قضاء الحي              | 1               | 0      |
| ناحية جصان             | 1               | 0      |
| ناحية الدجيلي          | 1               | 0      |
| قضاء العزيزية          | 1               | 0      |
| المجموع                | 36              | 2      |

### ديالى
| المنطقة        | الحالات المؤكدة | الوفاة | الشفاء |
| -------------- | --------------- | ------ | ------ |
| بعقوبة الثانية | 3               | 0      | 2      |
| بلدروز         | 5               | 1      | 0      |
| بعقوبة الأولى  | 3               | 1      | 0      |
| الخالص         | 2               | 1      | 1      |
| المنصورية      | 1               | 0      | 1      |
| قضاء المقدادية | 0               | 0      | 0      |
| خانقين         | 0               | 0      | 0      |
| المجموع        | 12              | 3      | 4      |

### ذي قار
| المنطقة    | الحالات المؤكدة | الوفاة | الشفاء |
| ---------- | --------------- | ------ | ------ |
| الناصرية   | 143             | 1      | 63     |
| الاصلاح    | 15              | 1      | 0      |
| الرفاعي    | 9               | 0      | 5      |
| سوق الشيوخ | 106             | 0      | 2      |
| الشطرة     | 8               | 1      | 1      |
| النصر      | 8               | 0      | 0      |
| قلعة سكر   | 6               | 0      | 2      |
| سيد دخيل   | 4               | 1      | 0      |
| الاهوار    | 4               | 0      | 0      |
| الغراف     | 1               | 0      | 1      |
| المجموع    | 305             | 4      | 74     |

### ميسان
| المنطقة      | الحالات المؤكدة | الوفاة | الشفاء |
| ------------ | --------------- | ------ | ------ |
| العمارة      | 13              | 1      | 2      |
| ناحية السلام | 1               | 1      | 0      |
| المجموع      | 15              | 2      | 2      |

### الأنبار
| المنطقة       | الحالات المؤكدة | الوفاة | الشفاء |
| ------------- | --------------- | ------ | ------ |
| الفلوجة       | 1               | 0      | 1      |
| قضاء الخالدية | 1               | 0      | 1      |
| المجموع       | 2               | 0      | 2      |

### النجف
| المنطقة        | الحالات المؤكدة | الوفاة | الشفاء |
| -------------- | --------------- | ------ | ------ |
| مدينة النجف    | 66              | 3      | 8      |
| الكوفة         | 83              | 0      | 4      |
| المشخاب        | 52              | 0      | 3      |
| ناحية الحيدرية | 9               | 0      | 0      |
| قرية الغدير    | 7               | 1      | 0      |
| أبو صخير       | 1               | 0      | 0      |
| ناحية القادسية | 3               | 0      | 0      |
| المجموع        | 218             | 4      | 15     |

### بابل
| المنطقة       | الحالات المؤكدة | الوفاة | الشفاء |
| ------------- | --------------- | ------ | ------ |
| الحلة الأولى  | 28              | 2      | 8      |
| الحلة الثانية | 39              | 2      | 3      |
| المحاويل      | 27              | 1      | 3      |
| المسيب        | 39              | 0      | 27     |
| الهاشمية      | 1               | 0      | 0      |
| المجموع       | 134             | 5      | 41     |

### البصرة
| المنطقة            | الحالات المؤكدة | الوفيات | حالات المعافاة |
| ------------------ | --------------- | ------- | -------------- |
| مدينة البصرة       | 149             | 11      | 76             |
| قضاء الهارثة       | 140             | 0       | 11             |
| قضاء المدينة       | 86              | 0       | 22             |
| الحيانية والجمعيات | 62              | 0       | 0              |
| قضاء أبي الخصيب    | 38              | 1       | 20             |
| قضاء شط العرب      | 26              | 3       | 14             |
| قضاء القرنة        | 19              | 0       | 11             |
| قضاء الزبير        | 15              | 0       | 10             |
| الدير              | 12              | 0       | 0              |
| المجموع            | 545             | 15      | 164            |

### المثنى
| المنطقة | الحالات المؤكدة | الوفيات | الشفاء |
| ------- | --------------- | ------- | ------ |
| السماوة | 543             | 22      | 224    |
| الرميثة | 167             | 4       | 44     |
| الخضر   | 61              | 6       | 23     |
| الهلال  | 52              | 4       | 28     |
| الوركاء | 48              | 1       | 27     |
| السوير  | 22              | 12      | 8      |
| المجد   | 21              | 1       | 7      |
| النجمي  | 3               | 0       | 1      |
| المجموع | 915             | 39      | 366    |

### اصابات الطواقم الطبية
| المحافظة      | الاطباء | الممرضين | مختبر | صيادلة | مجموع الاصابات | الوفيات |
| ------------- | ------- | -------- | ----- | ------ | -------------- | ------- |
| بغداد         | 349     | 443      | 169   | 55     | 1016           | 6       |
| البصرة        | 251     | 1        |       |        | 251            | 8       |
| ميسان         | 43      |          |       |        | 42             | 1       |
| ديالى         | 36      |          |       |        | 35             | 1       |
| كربلاء        | 35      |          |       |        | 32             | 2       |
| الديوانية     | 31      |          |       |        | 31             | 0       |
| بابل          | 32      |          |       |        | 32             | 12      |
| ذي قار        | 18      |          |       |        | 18             | 0       |
| واسط          | 15      |          |       |        | 15             | 1       |
| كركوك         | 18      |          |       |        | 18             | 0       |
| النجف         | 15      |          |       |        | 15             | 0       |
| الأنبار       | 12      |          |       |        | 12             | 1       |
| صلاح الدين    | 4       |          |       |        | 4              | 0       |
| نينوى         | 2       |          |       |        | 2              | 0       |
| المثنى        | 1       |          |       |        | 1              | 0       |
| أربيل         | 1       |          |       |        | 1              | 0       |
| المجموع الكلي | 858     | 444      | 169   | 55     | 1535           | 32      |

### اصابات القوات الامنية
| القوة الامنية        | الحالات المؤكدة | الوفيات | مكان تسجيل الإصابة                                 | السكن                                               | ملاحظة  |
| -------------------- | --------------- | ------- | -------------------------------------------------- | --------------------------------------------------- | ------- |
| الجيش                | 10              | 1       | بغداد (4) ذي قار (3) ديالى (2) الأنبار (1)         | ذي قار (5) بغداد (2) بابل (1) البصرة (1) كربلاء (1) |         |
| مديرية حماية المنشآت | 4               | 4       | بغداد (4)                                          | بغداد (4)                                           | [ 113 ] |
| الشرطة               | 25              | 7       | صلاح الدين (1) بغداد (20) الديوانية (1) ذي قار (3) | بغداد (21) الديوانية (1) ذي قار (3)                 |         |
| الحشد الشعبي         | 2               | 0       | صلاح الدين (2)                                     | البصرة (1) ذي قار (1)                               |         |
| المجموع              | 41              | 12      | -                                                  | -                                                   | -       |

## اصابات العراقيين خارج العراق
حتى يوم 24 نيسان سجلت 247 حالة اصابة مؤكدة و 31 وفاة لعراقيين خارج العراق.
| البلد                    | الحالات المؤكدة | حالات الوفاة | الحالات المعافاة |
| ------------------------ | --------------- | ------------ | ---------------- |
| الولايات المتحدة         | 40              | 3            | 7                |
| النرويج                  | 37              | 0            | 0                |
| السويد                   | 33              | 4            | 9                |
| ألمانيا                  | 24              | 3            | 0                |
| المملكة المتحدة          | 21              | 17           | 5                |
| كندا                     | 18              | 0            | 4                |
| الأردن                   | 15              | 0            | 15               |
| بلجيكا                   | 12              | 1            | 11               |
| الدنمارك                 | 10              | 1            | 2                |
| إيطاليا                  | 7               | 0            | 0                |
| فرنسا                    | 6               | 0            | 0                |
| السعودية                 | 3               | 1            | 3                |
| النمسا                   | 5               | 0            | 4                |
| هولندا                   | 5               | 1            | 0                |
| الإمارات العربية المتحدة | 2               | 0            | 0                |
| لبنان                    | 2               | 0            | 0                |
| روسيا                    | 2               | 0            | 0                |
| فنلندا                   | 1               | 0            | 0                |
| ماليزيا                  | 1               | 0            | 0                |
| إسبانيا                  | 1               | 0            | 1                |
| إيران                    | 1               | 0            | 1                |
| الهند                    | 1               | 0            | 0                |
| المجموع                  | 247             | 31           | 62               |

## التبرعات
بعد طلب وزير الصحة والبيئة التبرع لدعم جهود مكافحة فيروس كورونا، فتح البنك المركزي العراقي حسابات بالدينار والدولار واليورو لغرض ايداع تبرعات الافراد والمؤسسات الخاصة والعامة داخل وخارج العراق. وفي يوم 24 آذار أعلن البنك المركزي عن وصول مجموع التبرعات (44 مليار دينار عراقي) لمكافحة فيروس كورونا تبرعت بها عدد من المصارف والشركات العراقية.
وأعلنت بعثة الولايات المتحدة الأمريكية في العراق عن تقدمها 30 جهاز اختبار لكشف فايروس كورونا إلى الحكومة العراقية سلمت إلى أربعة من مختبرات الصحة العامة العراقية في أربيل وبغداد والنجف والبصرة، ستمكن الحكومة من إجراء أختبارات على 2724 عينة. و800 محرار ومواد مطهرة وعبوات خاصة لنقل العينات إلى صحة نينوى.
وأعلنت حكومة اقليم كردستان العراق عن وصول مجموع التبرعات 14,183,175 دولار لمكافحة كورونا في الإقليم تبرع بها عدد من الشركات والاغنياء.

### التبرعات الدولية
| الدولة           | المبلغ                   | ملاحظة |
| ---------------- | ------------------------ | --- |
| الولايات المتحدة | 37 مليون و 670 الف دولار | سُلمت لمنظمة الصحة العالمية                                                                                               |
| الكويت           | 10 مليون دولار           | سُلمت لمنظمة الصحة العالمية                                                                                               |
| اليابان          | 3 مليون دولار            | 1.45 مليون سُلمت للاتحاد الدولي لجمعيات الصليب الأحمر والهلال الأحمر 1.55 مليون سُلمت لمُفوّضيّة الأمم المتحدة لشُؤُون اللاجئين |
| هولندا           | 2 مليون دولار            | سُلمت لممثلية الامم المتحدة في العراق                                                                                     |
| كندا             | 500 ألف دولار            | سُلمت لممثلية الامم المتحدة في العراق                                                                                     |

## أزمة الكمامات والمطهرات والتجهيزات الطبية
بعد الإعلان عن أول حالة اصابة مؤكدة في العراق ارتفع سعر رزمة الكمامات الطبية من 2,000 دينار إلى أكثر من 12,000 دينار، بينما ارتفع سعر الكمامة N95 من 1,500 دينار إلى 10,000 دينار، وكذلك نفذت الكميات وعانى السوق من قلة المعروض وارتفاع الطلب. وارتفع سعر القفازات الطبية من 5,000 دينار إلى أكثر من 7,500 دينار. وارتفع سعر علبة الكحول الطبي (إيثانول، إيزوبروبانول) من 2,000 دينار إلى أكثر من 4,000 دينار، وارتفع سعر قناني الاوكسجين من 80,000 إلى أكثر من 150,000 دينار، ومنظم القنينة من 15,000 إلى أكثر 55,000 من دينار.